# Acropole d'Athènes
Pour les articles homonymes, voir Acropole (homonymie).
L'acropole d'Athènes (grec ancien : ἡ Ἀκρόπολις τῶν Ἀθηνῶν ; grec moderne : Ακρόπολη Αθηνών) est un plateau rocheux calcaire s'élevant au centre de la ville d'Athènes à laquelle elle a longtemps servi de citadelle, de l'Athènes antique à l'occupation ottomane, ainsi que de sanctuaire religieux durant l'Antiquité. Inscrite au patrimoine mondial de l'UNESCO, l'Acropole est actuellement un des sites touristiques les plus visités du monde.
La colline s'élève à 156 mètres. Sa partie plate s'étend sur un peu moins de 300 mètres d'est en ouest et 85 mètres du nord au sud dans son état naturel, mais les travaux du Ve siècle av. J.-C. l'ont élargie jusqu'à près de 150 mètres. L'Acropole n'est accessible que par le côté ouest.
Le plateau a d'abord été utilisé comme habitat, puis comme forteresse, avant de devenir, au cours de l'époque archaïque, puis de l'époque classique, un grand sanctuaire principalement consacré au culte d'Athéna, comprenant plusieurs temples, dont le Parthénon, l'Érechthéion et le temple d'Athéna Nikè. Les autres monuments remarquables de l'Acropole sont les Propylées, le sanctuaire d'Artémis Brauronia, le théâtre de Dionysos, l'odéon d'Hérode Atticus.

## Généralités
L'acropole d'Athènes est située sur un plateau rocheux en calcaire d'environ 156 mètres de haut, dont le sommet plat mesure autour de 270 mètres d'est en ouest et, dans son état naturel 85 mètres du nord au sud, élargi jusqu'à près de 150 mètres par les travaux du Ve siècle av. J.-C., soit à peu près 23 000 m2.
Le terme « acropole » (ἀκρόπολις / akrópolis) vient de l'adjectif ἄκρος (ákros « haut, élevé ») et du substantif πόλις (pólis, « cité, ville »), signifiant ainsi « ville haute ».
Elle est accessible par une pente escarpée sur le côté ouest qui aboutit aux Propylées. Cependant, le plateau dans son état naturel pouvait être atteint sur sa face nord par deux failles creusées par l'érosion. Les faces est et sud elles-mêmes ne sont pas inaccessibles. Ce fut même par le côté est, réputé trop abrupt et donc non surveillé, que les forces perses s'introduisirent dans la forteresse en 480 av. J.-C..
Le sanctuaire de l'Acropole d'Athènes est organisé autour de la statue de la divinité tutélaire de la cité. Cette statue d'Athéna Polias n'est connue que par quelques textes. Elle était très ancienne. Elle devait être un xoanon, une sorte de poutre de bois d'olivier, quasiment aniconique. Elle devait être plutôt debout : une poutre est difficile à asseoir et ressemble plus à un personnage debout qu'assis ; il n'y a pas non plus de mention de trône dans les textes ; enfin, Athéna est le plus souvent représentée debout.
Tous les ans, la statue était lavée, son péplos changé et sa parure (bijoux et accessoires) nettoyée. Ses bijoux étaient des boucles d'oreille, une bordure sur le cou et cinq colliers. Ses accessoires, tous en or, étaient une chouette, une égide, un Gorgonéion et une phiale. Elle n'avait aucune arme : elle n'était donc pas la déesse guerrière des statues les plus connues ensuite (Athéna Parthénos et Athéna Promachos de Phidias). Ces bijoux et accessoires pourraient dater de la « restructuration » de la statue primitive par Endoios. Il aurait fait de la poutre une korè en lui fixant un bras (et une main tenant la phiale).

## Mythes fondateurs

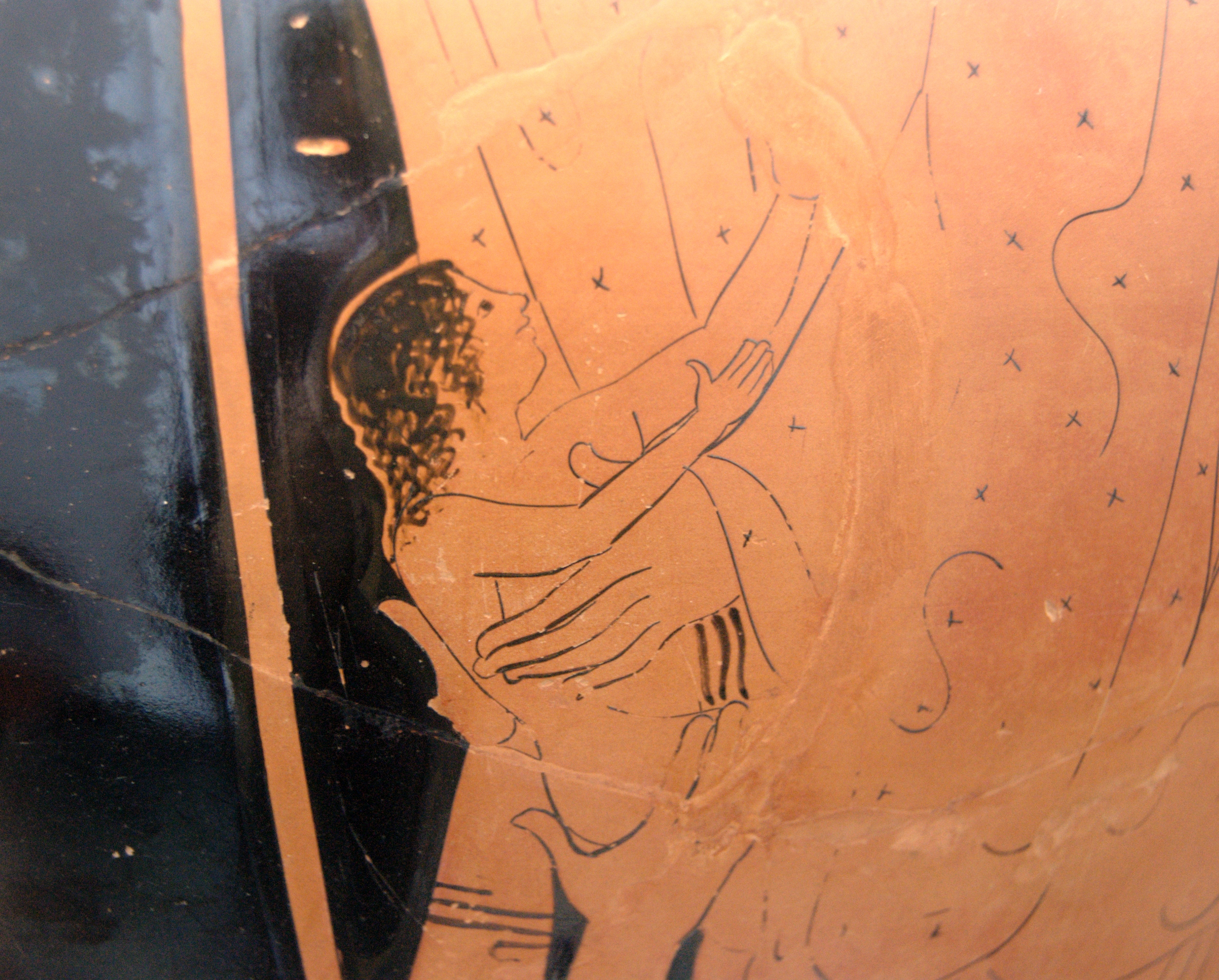
Naissance d'Érichthonios : Athéna reçoit le nouveau-né des mains de Gaïa, stamnos attique à figures rouges, 470-460 av. J.-C., Staatliche Antikensammlungen (Inv. 2413).

C'est sur l'Acropole d'Athènes, pendant le règne de Cécrops, que le mythe situe l'affrontement entre Athéna et Poséidon pour le contrôle de l'Attique. Poséidon d'un coup de trident fit jaillir une source d'eau salée ; Athéna offrit un olivier. C'est cette dernière qui l'emporta.
Érichthonios est le plus souvent considéré comme issu d'une tentative de viol d'Athéna par Héphaïstos. Le sperme du dieu lui ayant touché la cuisse, Athéna le jette sur la terre Gaïa qui est fécondée. Athéna cependant s'occupe du nouveau-né. Elle l'installe dans une corbeille et le confie à trois des filles de Cécrops (Aglaure, Hersé et Pandrose). Quand celles-ci ouvrent la corbeille, elles sont effrayées soit par les serpents qui gardent l'enfant soit par le fait que l'enfant a une queue de serpent. Elles se jettent du haut de l'Acropole et meurent. La déesse élève ensuite l'enfant dans son sanctuaire. Cécrops confie plus tard à Érichthonios le pouvoir royal sur la cité.
Créuse fille d'Érechthée et de Praxithée fut victime d'un viol commis par Apollon dans l'une des grottes de l'Acropole. Elle abandonna leur enfant Ion ; Hermès l'emporta à Delphes.

## Préhistoire et protohistoire: habitat et forteresse
Les pentes (ses grottes) et le plateau étaient habités au néolithique : ont été retrouvés des tessons de poterie à l'est de l'Érechthéion et des objets de pierre, d'obsidienne et des ossements d'animaux sur la pente nord-ouest. Les fondations d'une maison du néolithique récent ont été découvertes dans une grotte au-dessus de l'Asclépiéion.
Des vestiges d'occupation ont été découverts pour les diverses périodes de l'helladique. Quelques tessons de l'helladique ancien (2600-2000 av. J.-C.) ont été retrouvés près de l'Érechthéion et au sud-est du plateau ; pour l'helladique moyen (2000-1600 av. J.-C.) : de la céramique minyenne (en) (plateau), cinq tombes à ciste (d'enfants) (plateau) et six tombes recouvertes d'un tumulus (pente sud).
À partir du milieu du XIIIe siècle av. J.-C., une muraille cyclopéenne en calcaire local est attestée, le mur « pélasgique ». Il est donc possible de considérer que c'est à partir de ce moment que le plateau devient une acropole. Cette muraille subsiste encore en deux endroits : sous le temple d'Athéna Niké et les Propylées (4,40 mètres d'épaisseur sur 4,35 mètres de haut) et à l'est du plateau (moins bien conservé). Lors de la grande fouille de la fin du XIXe siècle (1882-1890), cette muraille a été attestée en d'autres endroits. Elle semble en fait faire le tour du plateau, avec une entrée principale déjà à l'ouest, protégée par un bastion remplacé depuis par le temple d'Athéna Niké. Elle pourrait avoir été doublée d'une enceinte basse, le Pélargicon, mur des cigognes ou des Pélages, parfois aussi nommé Ennéapylon (mur aux neuf portes), mais celle-ci a totalement disparu. La forteresse était approvisionnée en eau par un puits souterrain, dans la pente nord, auquel on accédait par un escalier de soixante-cinq marches. Ce puits et son accès auraient été détruits par un tremblement de terre très tôt (trente ans ?) après leur mise en service.
La signification de cette muraille est très discutée. Cette forteresse nécessita une organisation centralisée et une population prête à déplacer autour de 25 000 m³ de pierres. Les mythes suggèrent la nécessité de se protéger de l'« invasion dorienne » ainsi que le synœcisme de l'Attique par Thésée. Si l'enceinte peut être attribuée à un pouvoir royal, il est moins sûr qu'elle ait été le signe de l'existence d'un palais de type mycénien.

## Siècles obscurs
Durant les siècles obscurs (1200-800 av. J.-C.), l'Acropole d'Athènes dut peu à peu perdre sa fonction d'habitat pour peu à peu devenir sanctuaire, mais les éléments archéologiques manquent. Il est par contre certain qu'un culte était rendu à Athéna dès le IIe millénaire av. J.-C. Les objets (offrandes de bronze principalement) retrouvés pour le géométrique récent (770-700 av. J.-C.) montrent que le plateau est devenu, au moins en partie, un sanctuaire. Cette transformation pourrait plaider pour l'existence d'un palais à l'époque dite mycénienne : le passage de palais à sanctuaire est plus courant que celui d'habitat à sanctuaire (avec le contre-exemple de Delphes). S'il y a bien eu un palais, il se pourrait même qu'il ait survécu aux destructions que connurent les autres palais mycéniens et encore perduré au début des siècles obscurs, l'Attique étant relativement épargnée par les destructions,. Cependant, la plupart de ces objets ont été retrouvés lors de la grande fouille de la fin du XIXe siècle, dans les remblais d'extension du plateau lors des grands travaux de transformations du Ve siècle av. J.-C., ne permettant donc pas de localisation d'un lieu de culte. L'hypothèse la plus probable est qu'il pourrait s'être trouvé à l'emplacement des deux colonnes de pôros du Pirée à l'angle sud-est de la tribune des cariatides.
Durant les siècles obscurs, l'Acropole a non seulement un rôle politique et une fonction de forteresse, mais est aussi en partie dédiée au culte.

## Époque archaïque: glissement de la forteresse au sanctuaire

### Déclin du rôle politique
En 752 av. J.-C., la royauté est abolie à Athènes, amorçant le déclin du rôle politique de l'Acropole, le nouveau régime oligarchique privilégiant la ville basse. Cependant, le site demeure encore en partie une forteresse jusqu'au VIe siècle av. J.-C.
L'Acropole d'Athènes fut le théâtre de l'un des premiers événements politiques enregistrés de l'histoire de la cité. L'Eupatride Cylon, célèbre vainqueur olympique tenta à une date indéterminée de la seconde moitié du VIIe siècle av. J.-C. de prendre le pouvoir à Athènes en instaurant une tyrannie. Il s'empara de la forteresse, l'acropole, croyant contrôler la cité. Il y fut, avec ses partisans, assiégé, principalement par les Athéniens des campagnes. Vaincus par la faim et la soif, les conjurés se placèrent sous la protection de la divinité Athéna Polias en s'asseyant sur son autel. Afin de conserver cette protection hors du sanctuaire, ils nouèrent un fil à la statue de la déesse. Sur le chemin du tribunal, la corde cassa. La foule interpréta cela comme le signe que la déesse ne souhaitait pas leur accorder sa protection et les massacra.
Cet épisode est surtout la preuve du double usage de l'Acropole à l'époque archaïque : elle est encore une forteresse et déjà un sanctuaire. Elle est suffisamment forteresse pour être intéressante à contrôler ; mais pas encore totalement un sanctuaire qui n'aurait aucun intérêt stratégique et surtout qui placerait les insurgés en état de sacrilège immédiat. D'ailleurs, les autres coups d'État tentés par des aspirants à la tyrannie, jusqu'aux réformes clisthéniennes visèrent l'Acropole. Il est possible d'envisager que jusqu'à cette fin du VIe siècle av. J.-C., les extrémités est et ouest du plateau étaient encore zones militaires tandis que le centre était dédié aux cultes, comme l'atteste la mention d'un autel et d'une statue dans l'histoire de Cylon. L'instauration de la démocratie athénienne aurait alors passé par la démilitarisation du rocher avec la destruction des murs cyclopéens sud et la disparition de citernes à partir de 480 av. J.-C..
Au cours du VIe siècle av. J.-C., se développa un nouveau centre civique, autour de la future agora classique. Cette création est le plus souvent attribuée à Solon, dans le cadre de ses réformes, mais l'historiographie récente a de plus en plus tendance à lui donner une date plus tardive dans le siècle. Cette création eut pour effet de diminuer le poids politique de l'acropole et par contrecoup d'en augmenter le poids religieux. Malgré tout, la première tentative de prise du pouvoir par Pisistrate en 561 av. J.-C. passait encore par un contrôle de la place forte. Ensuite, par contre, les Pisistratides ne résidèrent pas sur l'Acropole. Hippias fut même assiégé avec ses partisans, quelque part en contrebas, dans l'enceinte du Pélargicon ; peut-être parce que là, il y avait un point d'eau, utile dans un camp retranché. Le rocher joua une dernière fois un rôle politique quand Isagoras profita de la fuite d'Hippias pour tenter de prendre le pouvoir vers 508 av. J.-C. Avec l'aide du roi de Sparte Cléomène Ier, il s'empara de l'Acropole. Selon Hérodote, la déesse se serait adressée depuis son temple à Cléomène lui disant que les Doriens étaient interdits d'y entrer. Cette dernière tentative de coup d'État fut peut-être la raison pour laquelle le plateau devint ensuite définitivement et dans son intégralité un sanctuaire.

### Sanctuaire mal connu

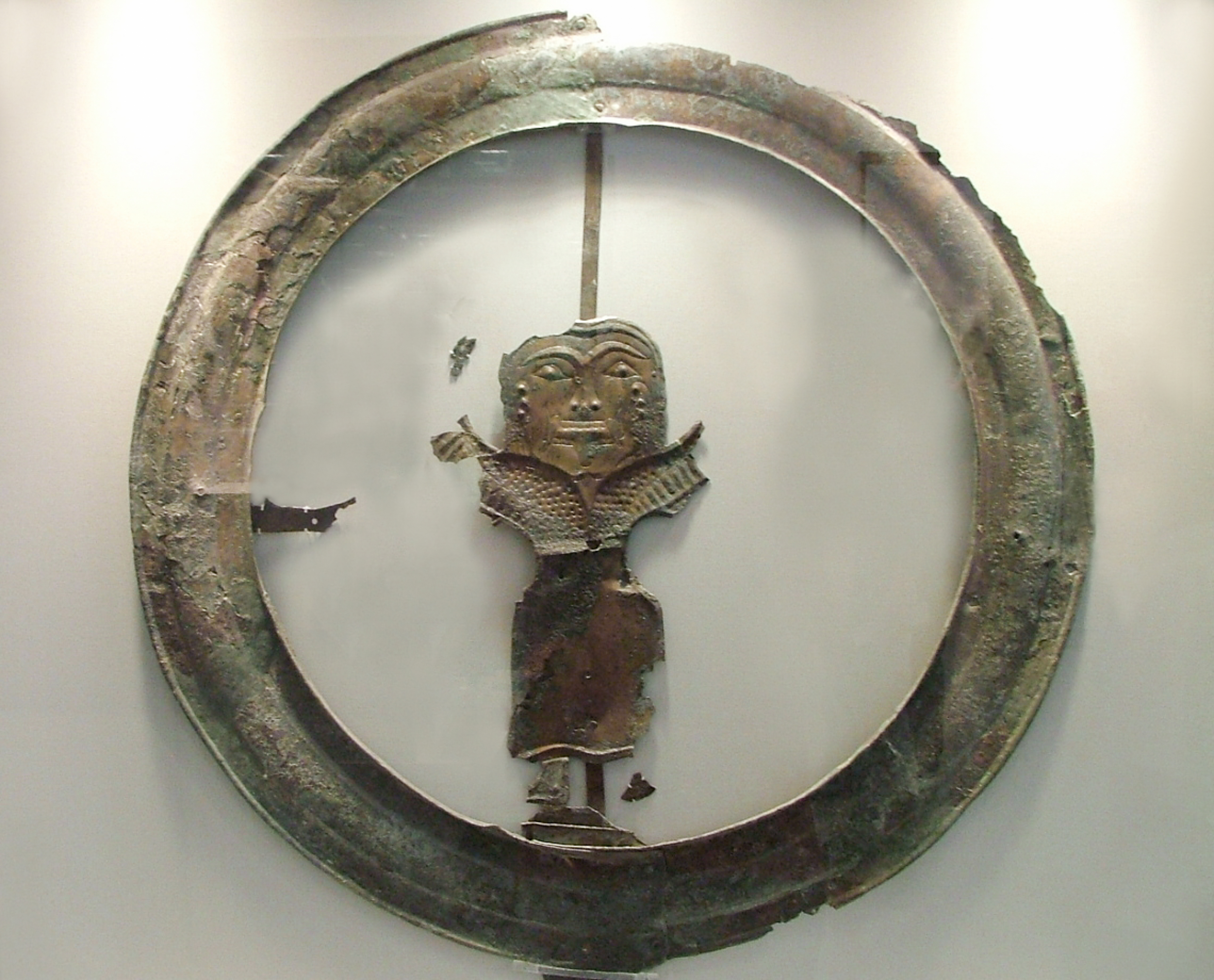
Plaque de bronze décorée d'une gorgone, milieu du,
Musée national archéologique d'Athènes (Br 13050).

Il reste peu de traces du sanctuaire avant le milieu du VIe siècle av. J.-C. : quelques fondations de bâtiments, dont potentiellement un temple du VIIIe ou VIIe siècle av. J.-C. et des offrandes en marbre du VIIe siècle av. J.-C. marquant l'arrivée de ce matériau qui remplaça peu à peu le bois et la terre cuite.
L'autel à Athéna Polias devait déjà se trouver à l'emplacement qu'on lui connaît ensuite (no 12 du plan). Par contre, la statue, un xoanon de bois, fragile, devait déjà être protégée. Les hypothèses varient à ce sujet. Elle pouvait être abritée par un simple baldaquin ou déjà par un bâtiment, bien que ce dernier ne soit pas mentionné dans les sources évoquant la tentative de Cylon. Cependant, les deux colonnes de pôros du Pirée à l'angle sud-est de la tribune des cariatides pourraient être celles d'un petit temple. De plus, divers éléments de décor (antéfixe ornée et plaque de bronze décorée d'une gorgone) pourraient provenir d'un temple à Athéna, dont l'égide était décorée d'un Gorgonéion.
Le sanctuaire de la fin de l'époque archaïque est un peu mieux connu. Si l'ensemble architectural reste encore pratiquement un mystère, en raison des destructions des guerres médiques puis des grandes transformations du Ve siècle av. J.-C., les offrandes sont mieux connues, en grande partie parce qu'elles ont été utilisées dans les travaux de remblai (le « Perserschutt ») : elles ont donc été préservées, contrairement à celles qui leur ont succédé. Au VIe siècle av. J.-C., les offrandes sur l'Acropole furent de plus en plus abondantes et magnifiques, signe d'une prospérité de la cité, mais aussi d'une évolution de la société et de la pratique religieuse, les dédicants désirant en effet que la mémoire de leur offrande fût conservée. Les trésors se multiplièrent alors, même s'il est difficile pour ceux de cette époque de déterminer leur emplacement, leur plan et leur donateur. Les inscriptions conservées renseignent un peu : la cité en tant qu'entité était peu présente ; ses magistrats faisaient une offrande souvent pour commémorer la fin de leur carrière ; les aristocrates étaient aussi minoritaires face à un nombre de plus en plus important d'artisans (et parmi eux les plus nombreux étaient les céramistes à leur patronne Athéna Ergané). Cet état de fait pourrait refléter la montée en puissance de la « bourgeoisie ».
Les offrandes en bois ont disparu mais elles sont attestées par Pausanias. Les céramiques sont très nombreuses, parfois créées pour l'occasion, parfois offertes par l'artisan-artiste lui-même quand il la considérait comme un chef-d'œuvre digne de la divinité. Les plaques de terre cuite fixées au mur, moins chères, sont plus abondantes, tout comme les petits objets fabriqués en série et destinés à être des offrandes. Ces derniers étaient parfois une reproduction en série miniature d'une offrande célèbre, principalement les korai. Les petits (15 à 20 centimètres) bronzes fabriqués en séries sont aussi très abondants car enfouis au début du Ve siècle av. J.-C., tandis que pour les bronzes plus imposants (à l'échelle 1/2), il ne subsiste souvent que la base avec la dédicace. Fondus en creux, ils offraient plus de variétés dans les thèmes. Ils étaient proportionnellement plus nombreux que les statues de marbre. Après quelques statues en marbre du Pentélique ou de l'Hymette (Moscophore) puis de Naxos, très vite, le matériau de prédilection (hormis le bronze) pour les statues fut le marbre de Paros. Les plus célèbres sont les korai, statues peintes de jeune fille, au sourire caractéristique, debout, habillée d'un péplos d'abord, puis d'un chiton et himation ensuite, les pieds d'abord joints puis un peu écartés comme pour un petit pas en avant (pour perdre surtout l'aspect figé de la colonne), une main le long de la cuisse, l'autre portant une offrande (celle-ci a le plus souvent disparu car cassée). Il est difficile de savoir si ces korai représentaient la déesse Athéna (dont korè était un des qualificatifs dans les dédicaces), la dédicante elle-même ou une des ergastines (jeunes filles chargées de tisser le péplos ornant la statue d'Athénas Polias) qui pouvait aussi être la dédicante. Les statues masculines archaïques en marbre sont plus rarement du type kouros comme ailleurs en Grèce à la même époque. Il s'agit souvent de variantes sur ce type : Moschophore, Éphèbe de Critios ou Cavalier Rampin. Enfin, des statues archaïques de la déesse Athéna ont subsisté. L'Athéna assise d'Endoios a eu un destin particulier puisqu'elle n'a pas été conservée grâce au « Perserschutt » : elle est décrite par Pausanias ; elle était donc encore exposée au IIe siècle apr. J.-C. Elle est très abîmée car elle est restée en plein air près de 1 000 ans avant de subir une chute qui lui a fait perdre tête et bras. L'Athéna Angelitos ou Athéna d'Évènôr marque avec l'Éphèbe de Critios la fin du style archaïque de sculpture (tous deux sont datés des alentours de 480 av. J.-C.). Athéna était souvent accompagnée de Niké. La statue la plus célèbre en était la Niké de Callimaque (en) dédiée juste après la victoire de Marathon (490 av. J.-C.) sur laquelle les Perses s'acharnèrent lors de leur prise de l'Acropole en 480 av. J.-C..

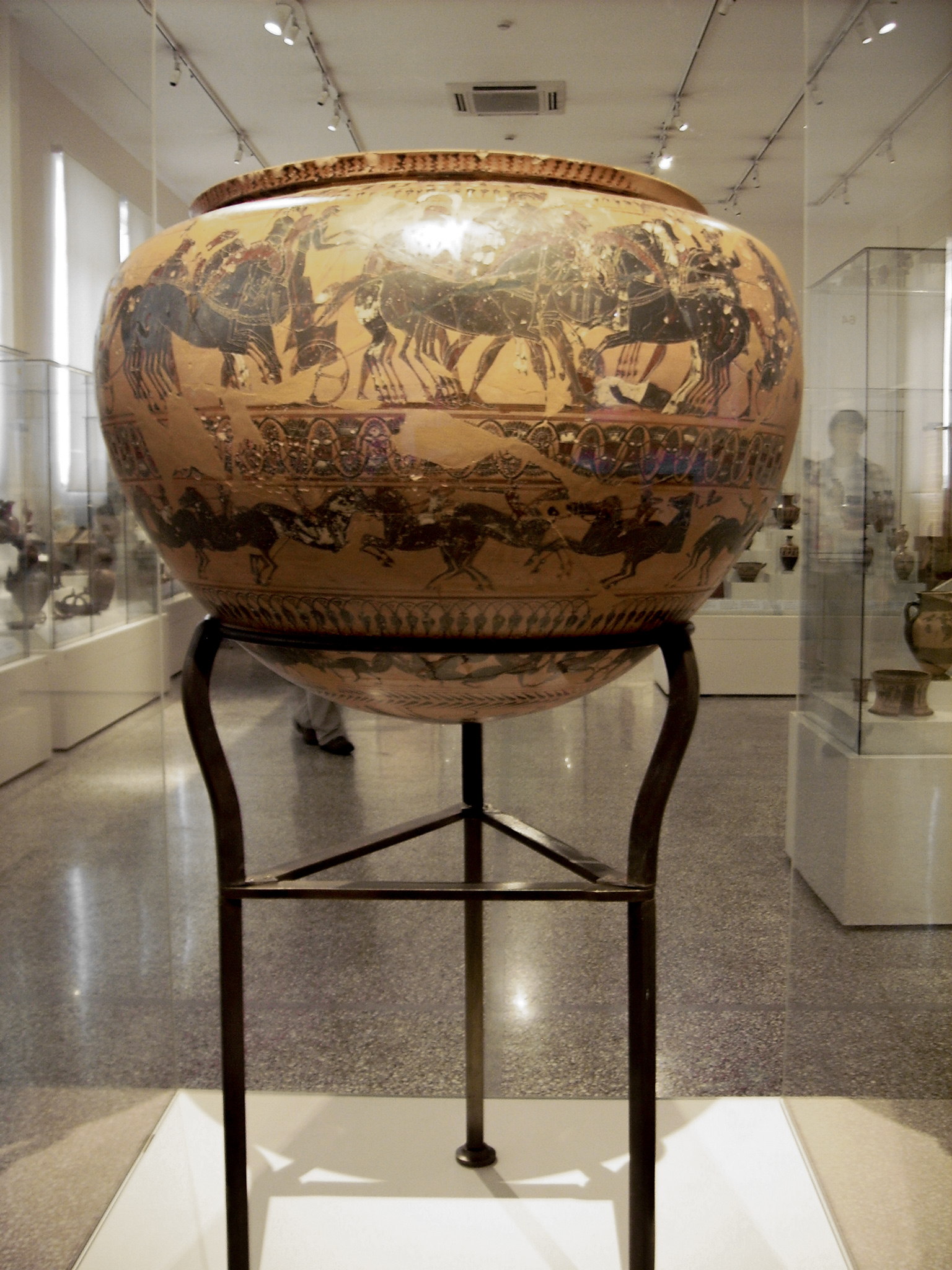
Dinos du peintre de l'Acropole 606 Vers 560 av. J.-C., Musée national archéologique d'Athènes, MAMA 606.
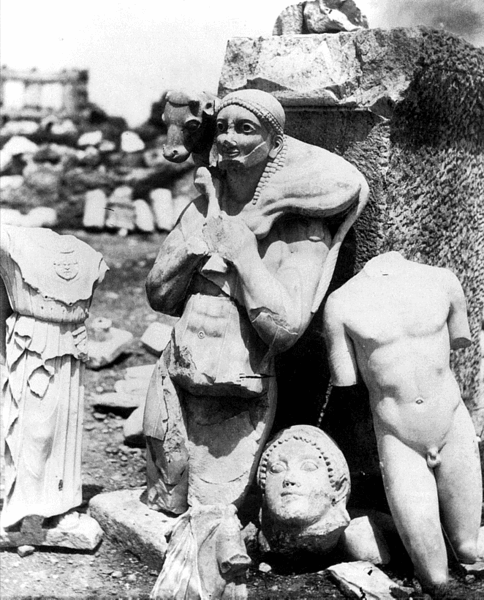
L'Athéna Angélètos ou Athéna d'Euénôr au fond à gauche, le Moscophore au centre et l'Éphèbe de Critios à droite dans le « Perserschutt » lors de leur découverte.
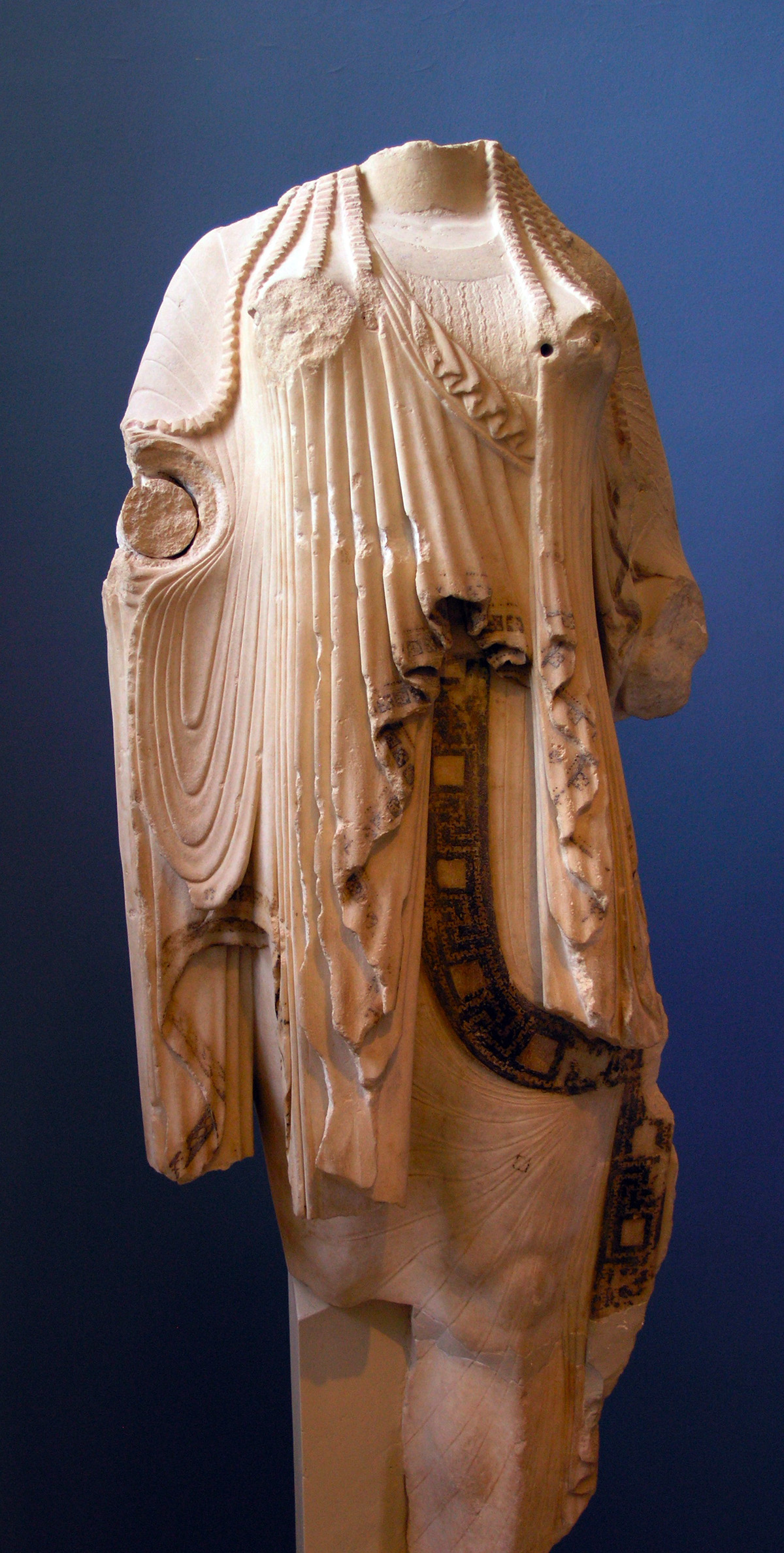
Korè en marbre de Paros avec traces de couleur, fin du VIe siècle av. J.-C. Musée de l'Acropole d'Athènes, ACMA 594.
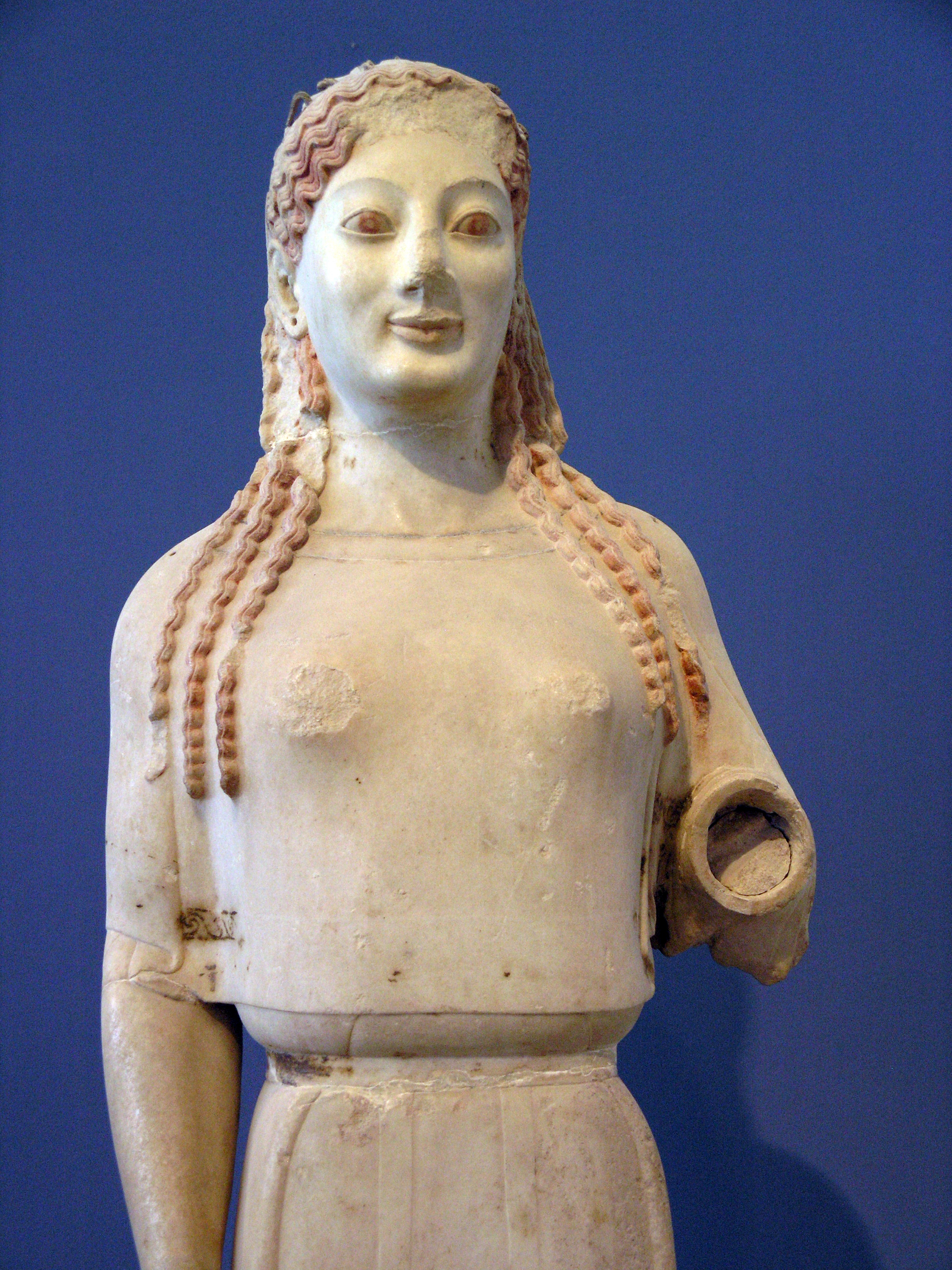
Korè en marbre de Paros avec traces de couleur, vers 530 av. J.-C. Musée de l'Acropole d'Athènes, ACMA 679.
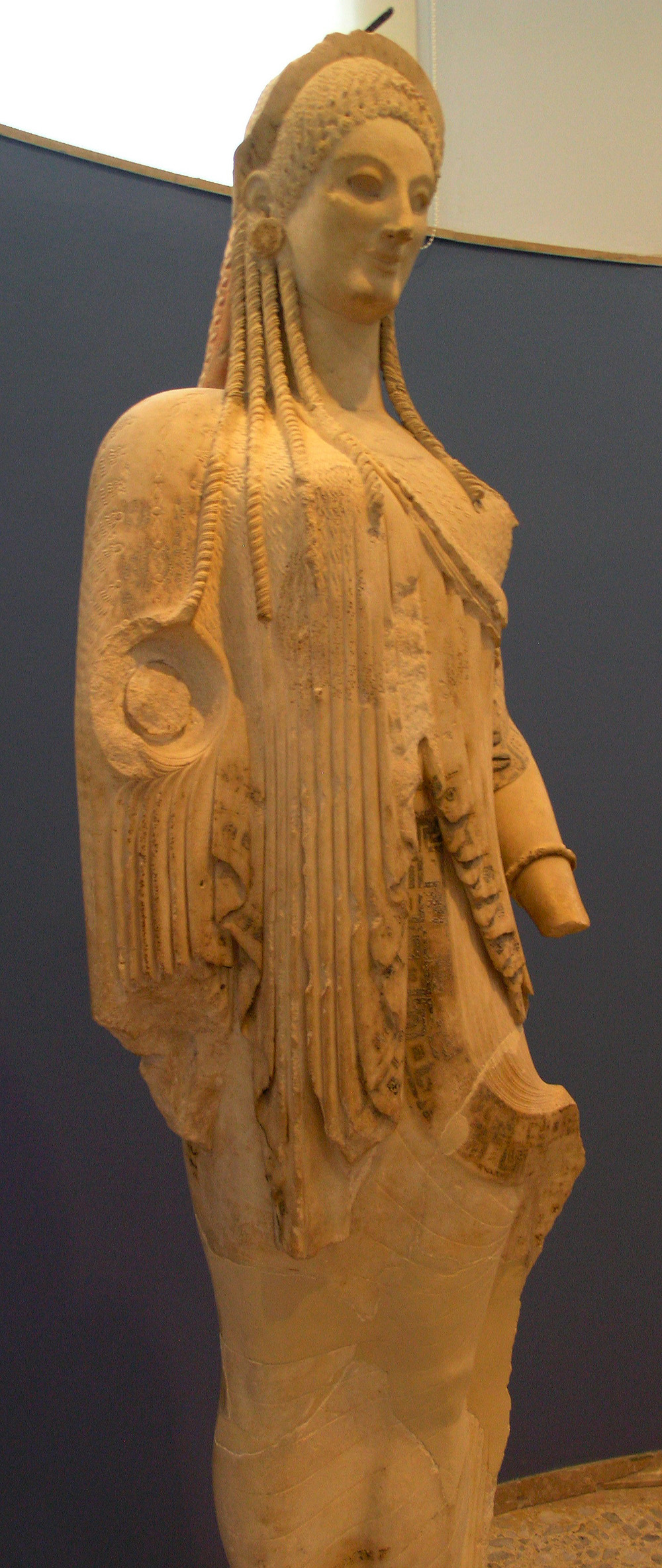
Korè en marbre des îles, vers 525 av. J.-C. Musée de l'Acropole d'Athènes, ACMA 682.
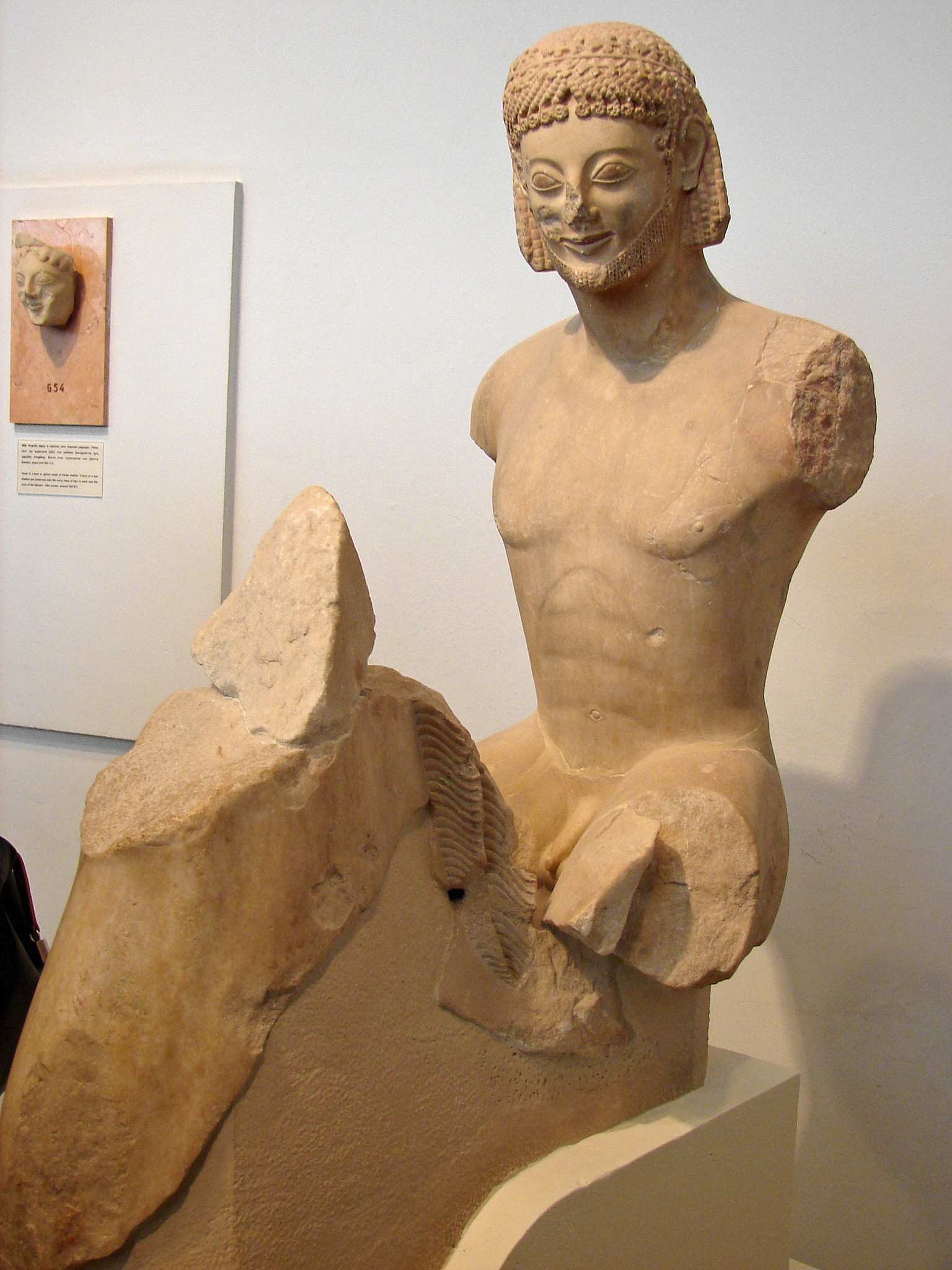
Cavalier Rampin, en marbre de Paros, vers 550 av. J.-C., Musée du Louvre MA 3104 et Musée de l'Acropole d'Athènes ACMA 590.
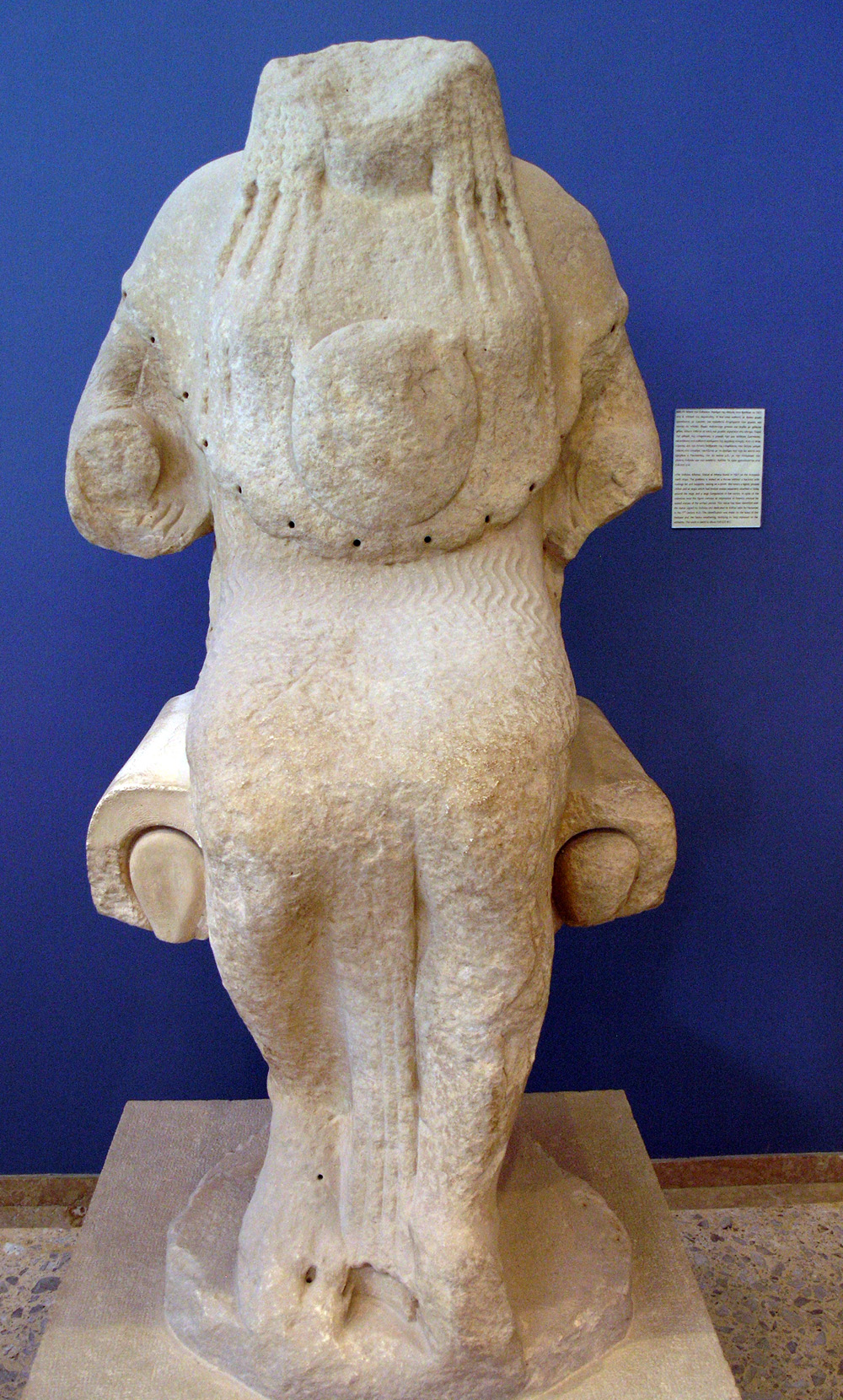
Korè assise, en « marbre des îles », généralement considérée comme l'Athéna assise d'Endoios. Vers 525 av. J.-C., Musée de l'Acropole d'Athènes ACMA 625.

Les bâtiments détruits par les Perses et remplacés au Ve siècle av. J.-C. sont eux aussi très mal connus. Une partie a été incorporée dans les fortifications ou dans les remblais. De plus, bien souvent, depuis leur découverte, les divers éléments (murs ou décors) ont été étudiés séparément, avec des conclusions et des datations variables : l'ensemble est donc difficile à décrire. Enfin, les sources écrites ne sont pas plus éclairantes.
L'entrée de l'Acropole se faisait par une grande porte (propylon au singulier) à l'ouest, dans le rempart cyclopéen, protégée par un bastion. Celui-ci devint le lieu de culte à Athéna Niké, avec un autel érigé au milieu du VIe siècle av. J.-C. et une statue ajoutée un peu plus tard. Cependant, il n'est pas possible de savoir si un petit bâtiment (naïskos) ou un simple baldaquin a alors été construit. Dans cette même seconde moitié du VIe siècle av. J.-C., l'entrée fut élargie et une rampe d'accès aménagée. Ces évolutions sont peut-être les conséquences de l'instauration des premières grandes panathénées par Pisistrate en 566 av. J.-C. et du début de la construction du « Vieux Temple », nécessitant la montée de gros blocs de pierre.
Sur le plateau, en avançant vers l'est, soit au centre, soit un peu vers le sud (entre les numéros 4 et 9 du plan), devaient se trouver une série de cinq petits bâtiments en pôros dans leur téménos. Ils auraient été composés d'une seule pièce avec un porche à deux colonnes doriques in antis, comme les divers trésors similaires de Delphes. Ils pourraient avoir servi à abriter de riches offrandes de familles aristocratiques. Tous leurs éléments ont été remployés pour les constructions après 480 av. J.-C., sauf pour ce qui était trop caractéristique comme les entablements qui sont partis dans les remblais et ont donc été retrouvés. Le décor polychrome était encore visible lors de la découverte au XIXe siècle. Les frontons ont été attribués ainsi : bâtiment A : réception d'Héraclès dans l'Olympe, à la polychromie très bien conservée ; bâtiment B : Héraclès contre l'hydre de Lerne, daté du deuxième quart du VIe siècle av. J.-C. c'est le plus ancien conservé ; bâtiment C : fronton de l'olivier, parfois identifié à l'embuscade de Troïlos par Achille, mais l'olivier fait pencher pour un thème plus athénien ; bâtiment E : lionne tournée vers la gauche, sur fond vert. La présence récurrente d'Héraclès pourrait se justifier, selon John Boardman par une volonté de Pisistrate de récupérer le héros, ou peut-être parce que la vie de ce protégé d'Athéna, comme la cité d'Athènes, offre de nombreux exemples de triomphes héroïques.
L'espace central du plateau entre les Parthénon et Érechthéion actuels suscite une importante controverse archéologique depuis la fin du XIXe siècle. Les diverses découvertes (en 1885 des fondations par Wilhelm Dörpfeld, en 1888 des débris de fronton en pôros dans un remblai par Panagiotis Kavvadias, en 1904 des blocs architecturaux par Theodor Wiegand) ont été reliées à ce qui a été appelé « architecture H », H parce que c'était la lettre qui lui fut attribuée dans la nomenclature établie par Hans Schrader (en), mais aussi parce que c'est la première lettre d'« Hécatompédon », référence à un temple de cent pieds de long. Cependant, une inscription datée de 485-484 av. J.-C. et trouvée sur une métope de cette même « architecture H » évoque deux bâtiments, dont un Hécatompédon. L'« architecture H » pourrait alors être, selon Rudolf Heberdey dès 1919, deux bâtiments : H1 et H2, dont l'un serait masqué sous les fondations du Parthénon. Il y a depuis deux écoles de pensée. L'une évoque un seul « Vieux-Temple » datant du VIIe siècle av. J.-C. et remanié au fil du temps. Il y aurait d'abord eu un bâtiment entouré d'une colonnade de bois, avec un seul fronton (celui avec la lionne ACMA 4). Une transformation à la fin du VIIe siècle av. J.-C. amena un bâtiment intégralement en pierre avec deux frontons, dont celui avec « Barbe Bleue » à l'ouest et une gorgone à l'est. Enfin, les Pisitratides auraient fait aménager (entre 528 et 510 av. J.-C.) le temple à Athéna Polias avec ses frontons de marbre de Paros, dont celui avec la gigantomachie et l'Athéna combattante. La seconde hypothèse suggère deux temples : l'un à Athéna Polias, l'autre à Athéna Parthénos. L'un aurait été l'Hécatompédon ou « Urparthenon » (« premier Parthénon » remontant à 570 av. J.-C.) à l'emplacement du Parthénon actuel ; l'autre un bâtiment plus petit, au nord de cet « Urparthenon », correspondant aux fondations de l'« architecture H » découvertes par Dörpfeld, et datant de la tyrannie de Pisistrate. Le lieu où se serait trouvée la statue d'Athéna Polias aurait alors déterminé la fonction du bâtiment. Si elle était dans le temple nord, alors l'« Urparthenon » était déjà le trésor que serait ensuite le Parthénon lui-même. Dans tous les cas, l'« architecture H » est la preuve qu'au début du VIe siècle av. J.-C., il y avait un grand bâtiment de pierre de style dorique sur l'Acropole, symbole de la richesse de la cité.

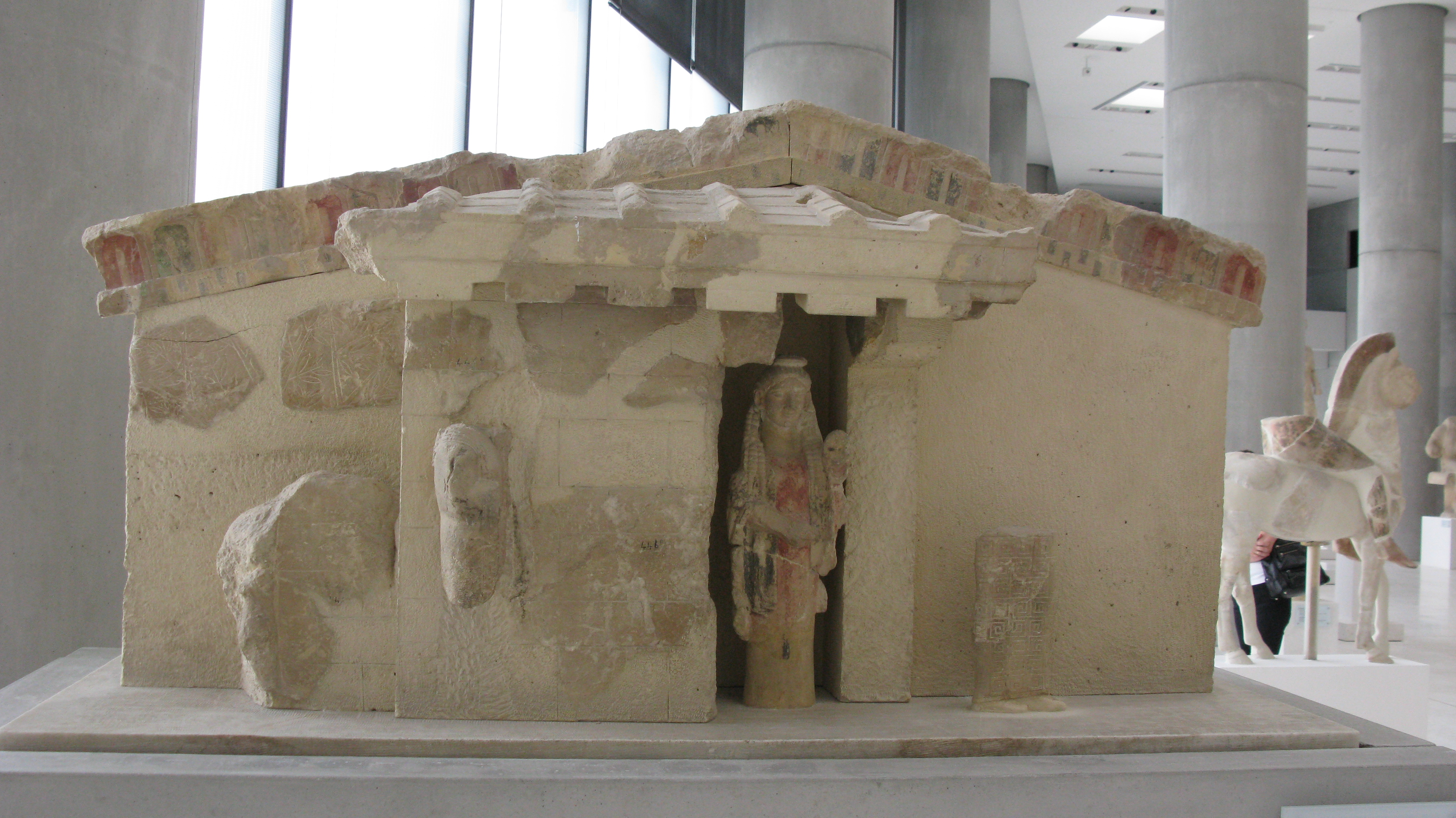
Fronton de l'olivier, en pôros. Vers 550 av. J.-C.. Musée de l'Acropole d'Athènes ACMA 52.
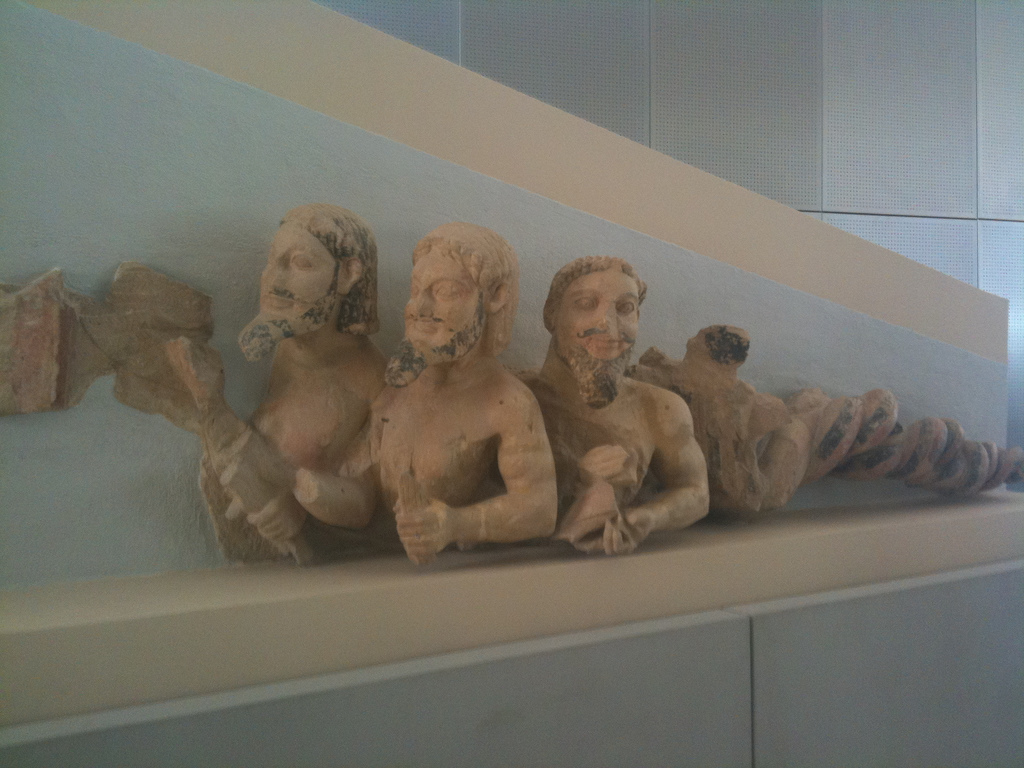
« Barbe Bleue » sur le fronton ouest du « Vieux-Temple », en pôros, première moitié du VIe siècle av. J.-C. Musée de l'Acropole d'Athènes ACMA 35.
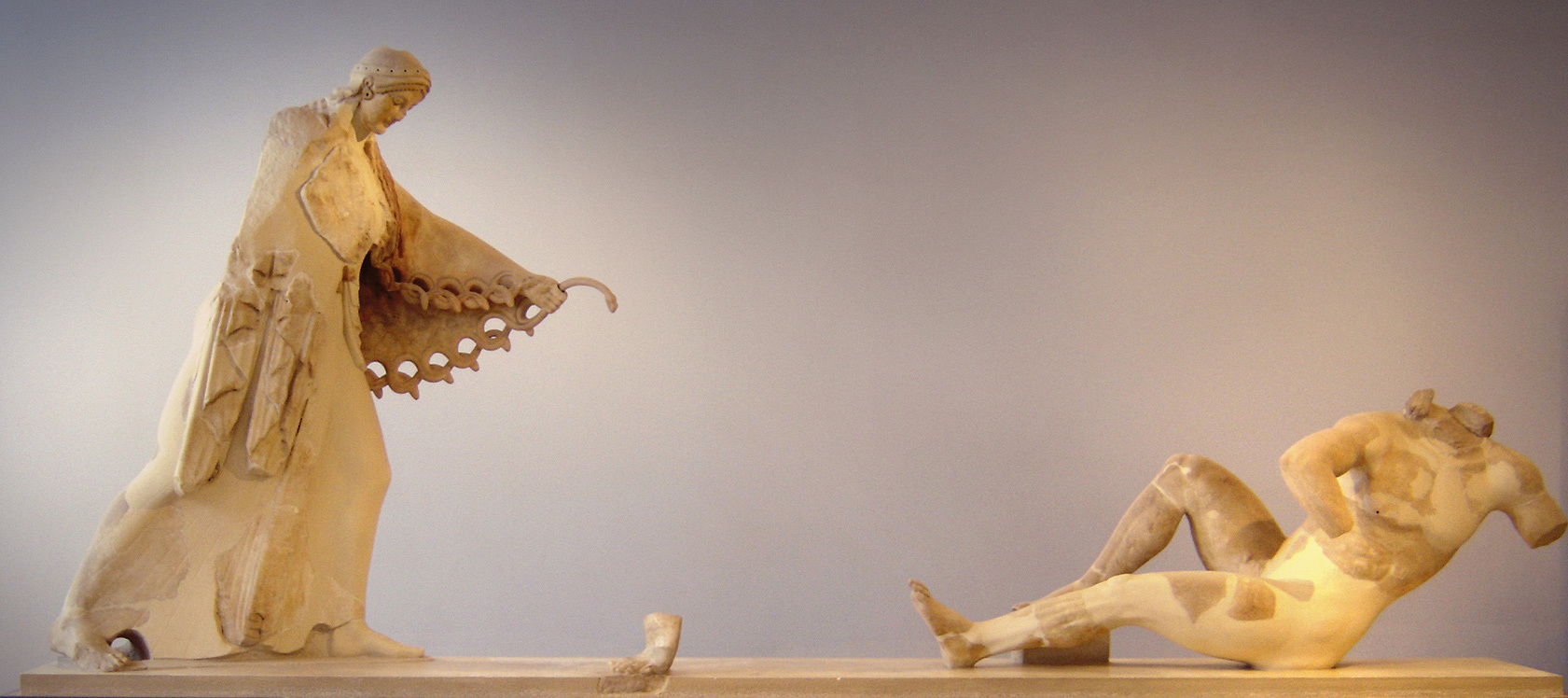
Athéna combattant lors de la gigantomachie sur le fronton ouest du temple à Athéna Polias, en marbre de Paros, Vers 520 av. J.-C.. Musée de l'Acropole d'Athènes ACMA 35.

## Guerres médiques et leurs conséquences
La victoire de Marathon, au cours de la première guerre médique fit l'objet de nombreuses célébrations et commémorations. Il semble probable que ce fut à cette occasion que la construction d'un bâtiment en l'honneur d'Athéna sur l'Acropole fut décidée. Les travaux de Ludwig Ross au milieu des années 1830 ont mis au jour, sous le Parthénon actuel ce qu'il est coutume d'appeler depuis le Préparthénon. Cet immense ancêtre était construit sur une plate-forme révélée par Kavvadias dans les années 1880. Pour la créer, il a fallu araser le plateau au nord et remblayer la zone au sud (parfois sur près de 11 m de haut). Au total, ces travaux nécessitèrent 8 000 m3 de blocs de pôros pesant en moyenne 2 tonnes. Pour les monter sur l'acropole, il fallut aussi détruire une partie du rempart cyclopéen. Il n'existe pas ailleurs dans le monde grec d'exemple de fondations si colossales. Cette plateforme mesurait 2 203 m2 pour accueillir un bâtiment de 1 570 m2. Aussi certains archéologues suivant Dörpfeld veulent voir dans cette plateforme la base d'un temple similaire à l'Olympiéion décidé lui aussi par les Pisistratides. À la chute de la tyrannie, le projet n'aurait été tout à fait abandonné, puisque Clisthène, afin de ne pas créer de problèmes économiques et sociaux en mettant les ouvriers au chômage, aurait décidé la construction d'un temple en l'honneur d'Athéna Polias. Ce temple en pôros aurait mesuré 75 m de long pour 29,60 m de large. Il aurait été hexastyle (6 colonnes en façade et 14 par côté). La victoire de Marathon aurait à nouveau modifié le projet amenant à celui du Préparthénon en marbre du Pentélique, toujours hexastyle, moins grand (66,88 m de long pour 23,47 m de large) mais paraissant plus allongé (6 sur 16 colonnes). Il aurait eu deux salles (comme son successeur) : un « hécatompédos néôs » à l'est et un « parthénon » à l'ouest. Si l'ensemble est dorique, certains détails de l'ordre ionique firent leur apparition : les trois degrés de la crépis (canon dorique) sont ornés d'une feuillure (canon ionique). Le chantier s'arrêta peut-être vers 483 av. J.-C. quand Thémistocle aurait réussi à convaincre ses concitoyens que la construction d'une flotte de guerre était plus urgente. Les orthostates avaient été posés ainsi que les premiers tambours (dans certains cas les trois premiers).

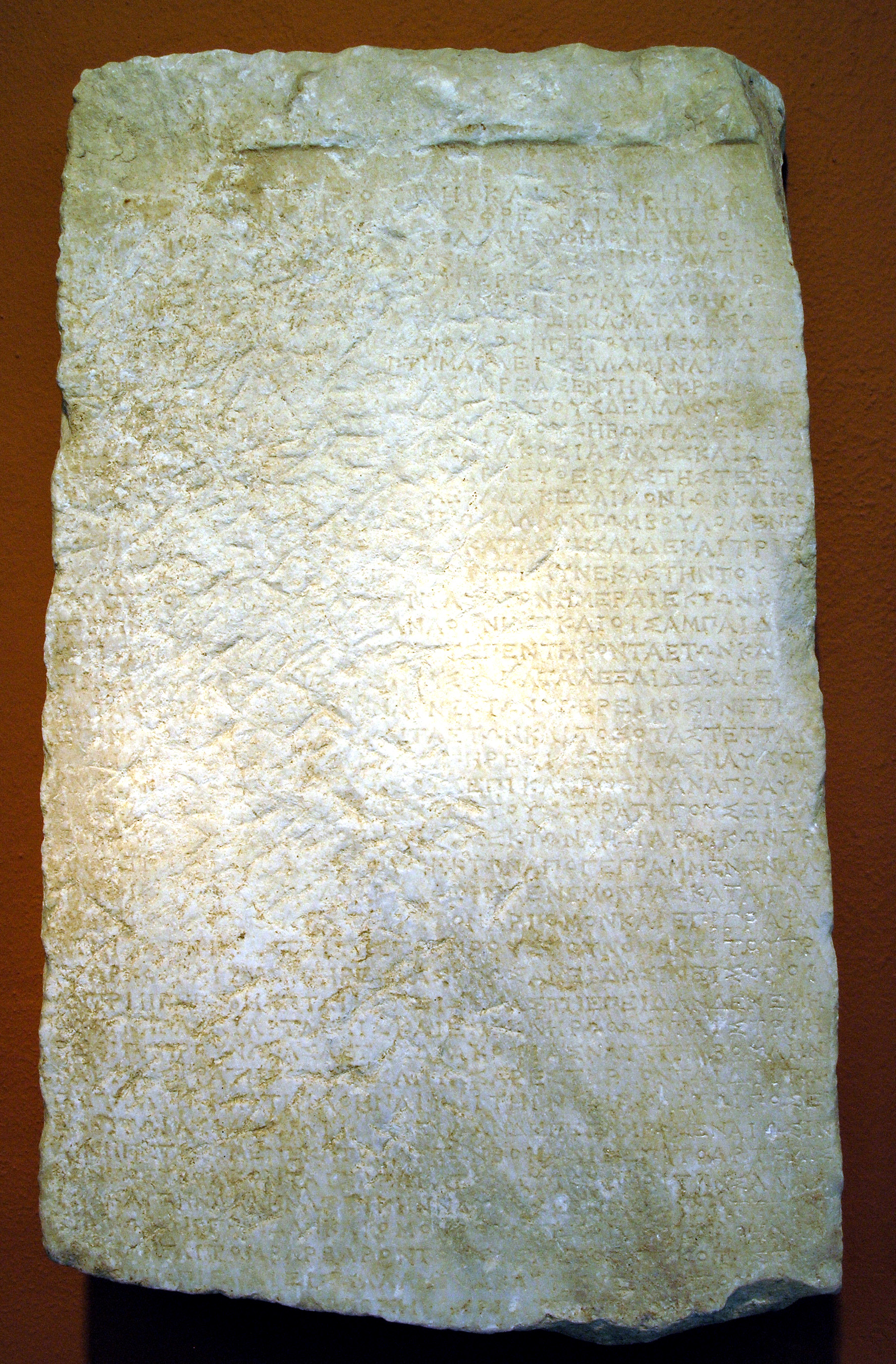
Copie du décret de Thémistocle ordonnant l'évacuation d'Athènes, musée épigraphique d'Athènes.

Au début de 480 av. J.-C. commença la seconde guerre médique. Xerxès avait décidé de faire d'Athènes un exemple. La population de la cité hésita sur la marche à suivre. L'oracle de Delphes fut consulté et comme souvent, il fut ambigu. Les « remparts de bois » qu'il évoquait furent interprétés par Thémistocle et une partie des Athéniens comme la flotte de guerre ; pour une autre partie, il se serait agi des murs de bois qui complétaient aux temps passés les anciennes murailles de l'Acropole. Un nouveau signe fut la disparition du serpent sacré d'Athéna, nourri dans son temple : la déesse elle-même aurait abandonné l'Acropole. La majorité de la population évacua la cité, en emportant le xoanon d'Athéna Polias. Ceux qui persistaient dans leur interprétation, ainsi que les vieillards et malades intransportables se réfugièrent dans l'Acropole. Cependant, ce n'était plus la forteresse qu'elle avait été : une partie des remparts avaient été rasée sur le versant sud ainsi qu'au niveau du propylon. Les Athéniens qui s'étaient réfugiés sur le rocher tentèrent de le fortifier tant bien que mal avec tout le bois qu'ils trouvèrent dans la ville, se convaincant définitivement de leur interprétation des « remparts de bois ». Lorsqu'en septembre les troupes de Xerxès donnèrent l'assaut, elles rencontrèrent une forte résistance. Les archers perses, depuis l'Aréopage tirèrent des flèches enflammées sur les portes de bois du propylon qui finirent par céder. Les pourparlers des Pisistratides, qui accompagnaient les Mèdes, échouèrent. Les assiégés repoussèrent un premier assaut en lançant les tambours des colonnes du Préparthénon sur les assaillants. En fait, cette manœuvre avait détourné l'attention des défenseurs : un commando perse escalada la face est. Les assiégés paniquèrent : une partie se jeta dans le vide, une autre se réfugia dans le temple. Mais, les Perses n'étaient pas des Grecs considérant qu'un sanctuaire donnait l'asylie. De toutes façons, la statue de la déesse en était partie, faisant disparaître la protection. Ils furent tous massacrés. Le sanctuaire fut pillé et saccagé. Les bâtiments furent incendiés : une fois la structure de bois détruite, le reste s'effondrait. Les statues furent jetées au bas de leur base. Quelques offrandes ont échappé à la destruction : l'Athéna assise d'Endoios, les chaînes des prisonniers béotiens et les chalcidiens vaincus en 506 av. J.-C. ainsi que le quadrige de bronze payé avec la dîme de leurs rançons et, selon Pausanias, des statues antiques d'Athéna, noircies par le feu et donc très fragiles. Le lendemain, Xerxès ordonna à ses collaborateurs grecs de monter sur l'Acropole sacrifier une dernière fois à Athéna.
À la fin du mois, la flotte perse fut défaite à Salamine et Xerxès évacua la Grèce. Ses troupes occupèrent à nouveau l'Attique l'année suivante. Mardonios acheva le travail de 480 av. J.-C. et rasa ce qui était encore debout. Juste avant la bataille décisive de Platées, les hoplites auraient prêté un serment qui n'est présent dans les textes qu'à partir du IVe siècle av. J.-C. : « Je ne relèverai aucun des temples incendiés par les Barbares, mais je les laisserai en l'état pour rappeler aux générations futures l'impiété des Barbares ». Même si ce serment n'a peut-être pas de réalité historique, l'Acropole resta dans l'état où l'avaient laissée les Perses pendant une vingtaine d'années.

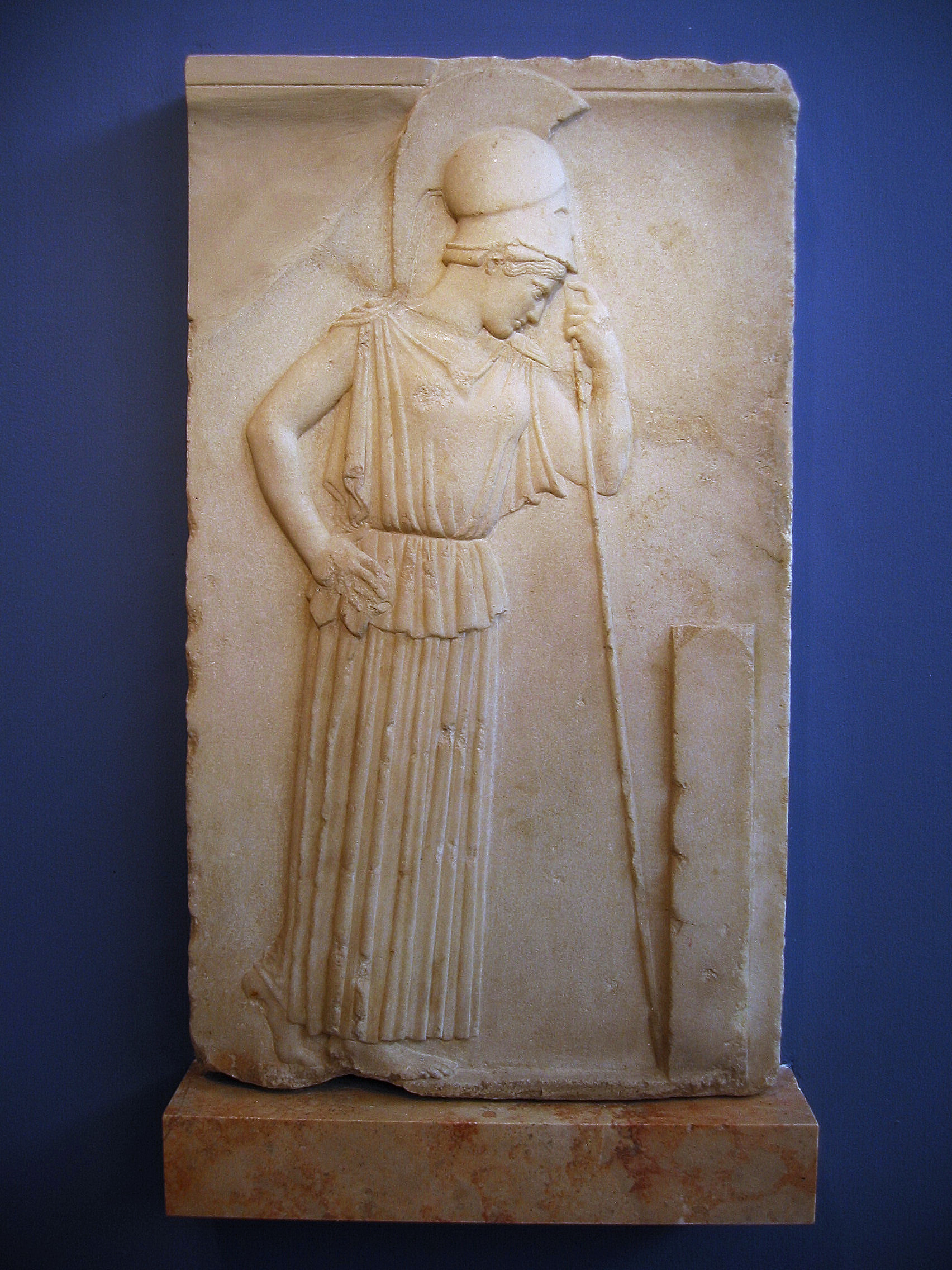
« Athéna mélancolique », relief votif, marbre de Paros, vers 470-460 av. J.-C., Musée de l'Acropole d'Athènes, ACMA 695.

Il est probable que la reconstruction du sanctuaire de l'Acropole n'ait pas été une priorité à la fin des guerres médiques. L'urgence fut d'abord l'aménagement du Pirée afin de maintenir la puissance maritime athénienne ainsi que la réalisation de fortifications. D'après Thucydide, toute la population (femmes et enfants compris) fut mise à contribution. Il semblerait même que les matériaux auraient pu être prélevés dans les ruines laissées par les Perses. Ensuite, les habitations furent reconstruites.
Cependant, le culte devait continuer à être rendu à Athéna Polias. Le plateau de l'Acropole fut déblayé. Un bâtiment fut restauré pour abriter la statue. La moitié Est du « Vieux-Temple » fut démolie et servit à la restauration de l'autre moitié. Cette dernière fut divisée en deux : à l'ouest, le xoanon et à l'Est, deux salles : l'une pour les cultes héroïques, l'autre pour le trésor. Son orientation était donc une anomalie, puisque l'inverse du canon pour les temples. Ce « nouveau » bâtiment resta en place jusqu'au milieu du IVe siècle av. J.-C. Hérodote le nomme « mégaron », la « maison ». Il était aussi appelé « Vieux Temple », « Ancien Temple » ou, comme dans les décrets de Callias « opisthodome ». Xénophon écrit qu'en 406 av. J.-C., le « Vieux Temple d'Athéna a brûlé ». Même après que son rôle (accueil de la statue d'Athéna Polias) fut assuré par l'Érechthéion, il resta utilisé. Transformé en trésor, il abrita les offrandes précieuses pendant la première moitié du IVe siècle av. J.-C. D'après Démosthène, il aurait à nouveau brûlé vers 377-376 av. J.-C. La date où il fut définitivement détruit n'est pas connue. Cela signifie que pendant au moins un siècle, ce bâtiment a existé entre Parthénon et Érechthéion, touchant même la tribune des caryatides. Le propylon fit aussi l'objet d'une restauration en urgence, avant sa transformation dans le cadre de la réalisation de la nouvelle enceinte.
De même, des offrandes furent à nouveau consacrées, mais peu ont été conservées, hormis celles recyclées dans les remblais. Quelques autres ne sont connues que par des copies postérieures (Athéna et Marsyas de Myron par exemple). Elles étaient caractéristiques du style sévère. Comme pour la période précédente, le bronze était le matériau principal. À côté des Athéna Promachos traditionnelles, les statues d'athlète vainqueur aux jeux semblent avoir été très à la mode. Parmi ces offrandes, une des plus célèbres est l'« Athéna mélancolique », typique du style sévère. La divinité est représentée à côté d'une borne de stade de course à pied. C'est le XIXe siècle qui a voulu voir une expression de sentiment dans une probable dédicace d'un athlète. À peine vingt ans après avoir été consacrée, cette plaque de marbre fut remployée dans le mur d'un atelier lors des travaux sur l'Acropole.

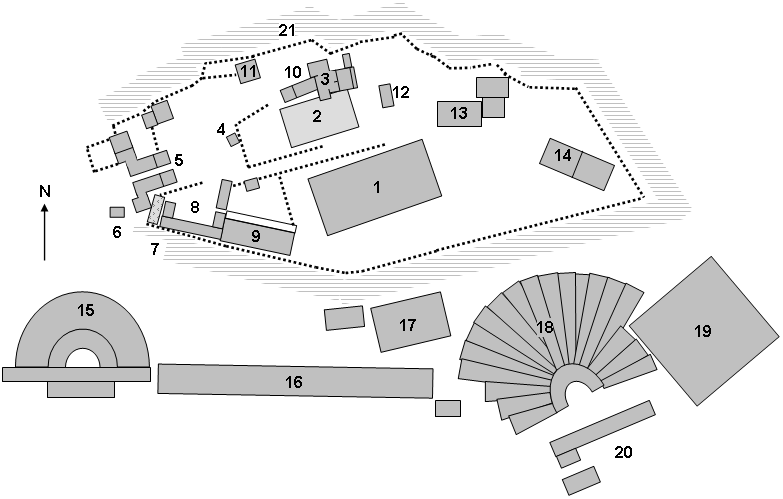
1. Parthénon
2. Ancien temple d'Athéna
3. Érechthéion
4. Statue d'Athéna Promachos
5. Propylées
6. Temple d'Athéna Nikè
7. Éleusinion
8. Brauronéion
9. Chalcothèque
10. Pandroséion
11. Maison des Arrhéphores
12. Autel d'Athéna
13. Autel de Zeus
14. Hérôon de Pandion
15. Odéon d'Hérode Atticus
16. Stoa d'Eumène de Cardia
17. Asclépiéion
18. Théâtre de Dionysos
19. Odéon de Périclès
20. Téménos de Dionysos Eleuthéreus
21. Fontaine mycénienne

## Grands travaux duVesiècleav. J.-C.

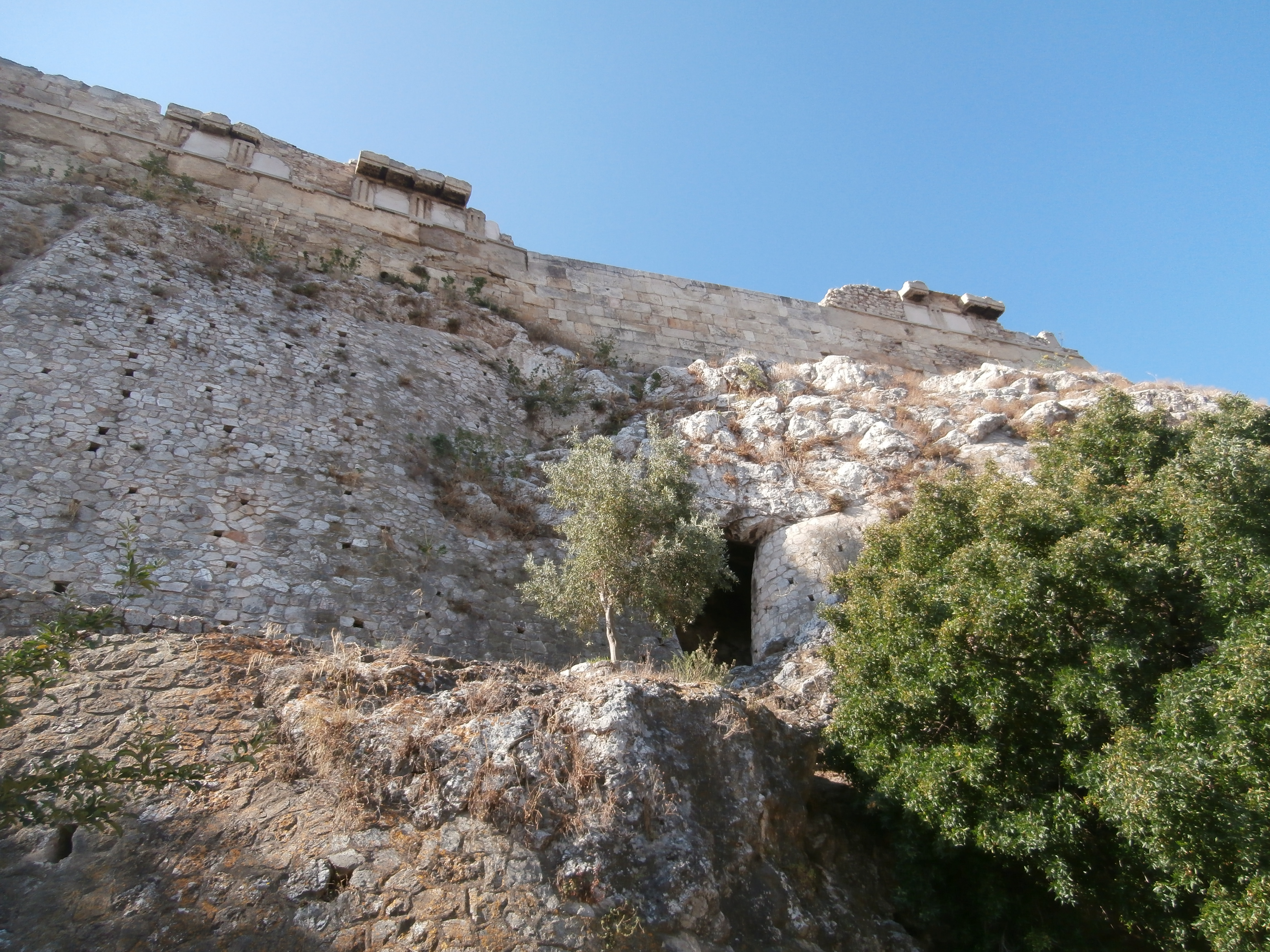
Mur de la terrasse nord, avec l'ouverture de la fontaine mycénienne : l'entablement du « Vieux Temple » est bien visible à son sommet.

Les travaux de réaménagement de l'acropole ont eu lieu en trois temps, trois générations. À l'époque de Cimon, dans le second quart du Ve siècle av. J.-C., eurent lieu les travaux préparatoires (dont le déblaiement) et l'érection de l'« Athéna Promachos », célébration de l'Athènes renaissante. La génération suivante, celle de Périclès, dans le troisième quart du Ve siècle av. J.-C., érigea le Parthénon et les nouveaux Propylées, symboles de l'Athènes triomphante. Cependant, il est probable que le programme de constructions (et reconstructions) sur l'acropole, attribué à Périclès fut, au moins en partie, envisagé, voire préparé par Cimon. Enfin, à la fin du siècle, du temps de Nicias, les travaux s'achevèrent avec les Érechthéion et temple d'Athéna Nikè.
Les travaux de réaménagement de l'acropole commencèrent donc par un déblaiement des débris qui la jonchaient. Ils furent utilisés dans la double phase d'élargissement du plateau et de construction d'une nouvelle enceinte, entre péribole et fortifications à la fin des années 460 av. J.-C. Il est possible de faire remonter le début du chantier aux victoires de Cimon (victoire navale à l'embouchure de l'Eurymédon puis tribut imposé à Thassos) qui fournirent le financement. Sur les flancs nord et sud, des terrasses furent créées à partir d'un décrochement de la pente. Leurs murs remployèrent des blocs de pôros des bâtiments archaïques ainsi que les tambours des colonnes du Préparthénon. Cette réutilisation fait que les ruines des bâtiments détruits par les Perses peuvent être vues sans problème depuis la ville basse : le « serment de Platées » était respecté, au moins dans son esprit. Ces terrasses furent comblées, créant ainsi le « Perserschutt ». L'ensemble du plateau fut ensuite entouré d'un mur long d'environ 730 m de long. Ce péribole masquait cependant la vue sur la ville et avait toutes les apparences d'une muraille, alors même que l'acropole n'était plus qu'un sanctuaire.

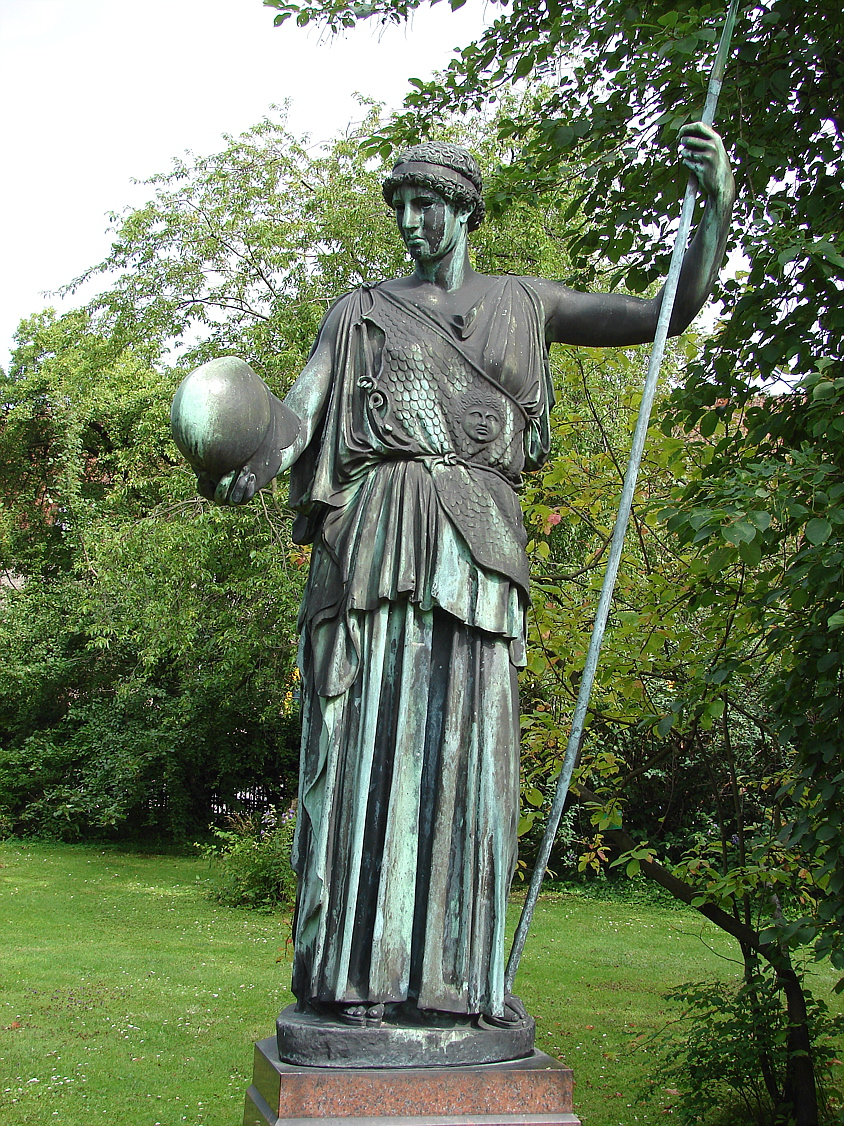
L'Athéna Lemnia, reconstitution contemporaine, suggérée par Adolf Furtwängler (Jardin botanique de Copenhague).

À peu près à la même époque, dans les années 460 av. J.-C., Phidias reçut la commande d'une statue monumentale d'Athéna dite « Athéna Promachos », étape suivante dans la restauration de l'acropole. Dans la décennie suivante, les clérouques athéniens installés à Lemnos lui commandèrent à leur tour une statue d'Athéna : l'Athéna Lemnia. Ces deux statues participaient de la célébration de la puissance de la cité.
Le financement des travaux se fit grâce à une réappropriation des sommes versées par les « alliés » d'Athènes dans le trésor de la Ligue de Délos. Le trésor fut transféré dès 454 av. J.-C. de l'île sacrée à l'acropole d'Athènes. Il fut dans un premier temps abrité dans le « Vieux Temple ». Comme la guerre contre la Perse était quasiment finie, la sécurité était suffisamment assurée pour que les fonds pussent être utilisés à autre chose. Au début de l'été 449 av. J.-C., un décret athénien décida même du transfert d'une partie du trésor de la ligue (5 000 talents) au trésor d'Athéna Polias. En échange, les alliés ne payèrent pas de tribut cette année-là. Il est possible de considérer que le Parthénon serait une offrande de l'ensemble de la Ligue à Athéna, pour la remercier de la victoire sur les Perses, comme le Préparthénon avait été une offrande en remerciement de Marathon. L'Attique se couvrit ensuite de nombreux chantiers, l'acropole d'Athènes, avec le Parthénon étant le plus symbolique. Pour Plutarque dans sa Vie de Périclès, l'idée était de permettre au citoyen de la cité d'Athènes qui ne pouvait disposer du revenu du soldat ou du marin de travailler pour vivre et donc, sur des chantiers publics de « toucher sa part des fonds publics ». Les adversaires de Périclès lui reprochèrent les sommes dépensées pour les travaux et s'attaquèrent à ses proches, comme lors du procès de Phidias en 438 av. J.-C.. Cependant, les travaux ne furent interrompus que par les débuts de la guerre du Péloponnèse à partir de 431 av. J.-C..
La question d'un plan d'ensemble pour les grands travaux sur l'acropole fait encore débat et divise les archéologues. Certains considèrent que la destruction quasi-totale de ce qui existait aurait permis de créer un sanctuaire cohérent (à la différence de ce qui existe à Delphes ou Olympie) ab nihilo. Ce projet aurait été élaboré dans le cercle autour de Périclès, avec l'aide de l'urbaniste Hippodamos. D'autres avancent le fait que seuls les nouveaux Propylées ont été conçus dans le même axe que le Parthénon afin de le mettre en valeur. Les deux bâtiments d'ordre dorique ont d'ailleurs été construits par la même équipe (mais des architectes différents). Ils sont aussi les seuls à avoir été réalisés alors que Périclès était au pouvoir, entre 447 et 432 av. J.-C. Les autres bâtiments symboliques (Érechthéion et temple d'Athéna Nikè) sont d'ordre ionique, plus petits et plus tardifs (426 et 406 av. J.-C.). Ils ne sont pas non plus liés aux deux autres. Enfin, la moitié du « Vieux Temple » recyclée était toujours présente entre Parthénon et Érechthéion.

### Parthénon

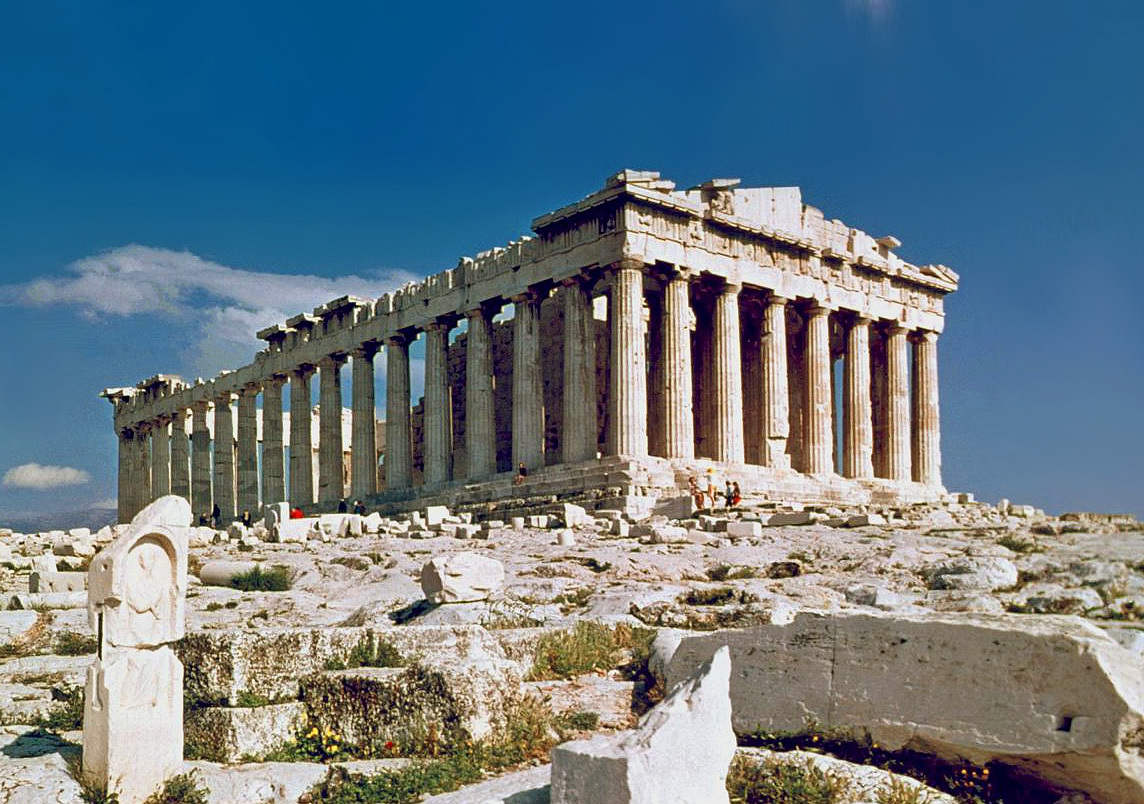
Le Parthénon vue du nord-ouest.

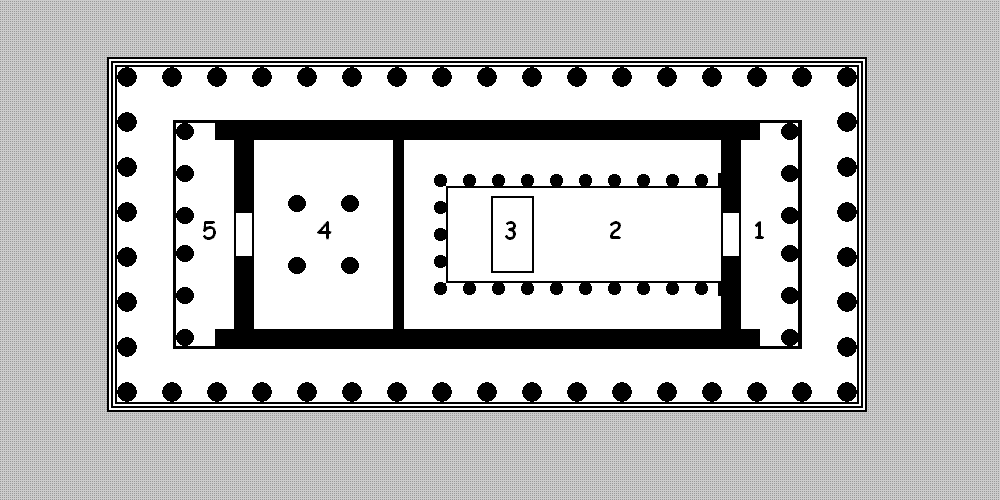
Plan du Parthénon :
1) Pronaos (côté est)
2) Naos hécatompédos néos (côté est)
3) Statue chryséléphantine d'Athéna Parthénos
4) Parthénon (salle des vierges, trésor) (côté ouest)
5) Opisthodome (côté ouest)

Historiens et archéologues ne s'accordent pas sur la véritable fonction du Parthénon. Pour certains, il s'agirait d'un temple, pour d'autres d'un trésor. Dès 1863, Karl Bötticher a fait la différence entre « Cultustempel » (temple pour le culte) et « Thesaurustempel » (temple-trésor), classant le Parthénon dans la seconde catégorie. Il a été conçu pour abriter, dans la grande salle à l'est, la statue d'Athéna Parthénos. Celle-ci était une offrande de la cité à la déesse, mais pas une statue de culte : il n'existait pas de prêtre ou de prêtresse d'Athéna Parthénos. La petite salle à l'ouest, le « Parthénon » proprement dit (la « salle des vierges ») abritait lui aussi des offrandes. Enfin, en 304-303 av. J.-C., la cité logea Démétrios Poliorcète dans l'opisthodome à côté de la statue chryséléphantine. Ce fut considéré comme un honneur et non comme un sacrilège. Dans sa Vie de Périclès, Plutarque attribue la statue chryséléphantine d'Athéna Parthénos à Phidias, et par extension tout le décor sculpté du Parthénon. Il semblerait cependant que celui-ci ait plus été un concepteur qu'un sculpteur : il aurait fait travailler tout un atelier autour de lui. Cependant, il aurait pu aussi jouer un rôle dans le plan et la taille du Parthénon, afin d'en faire l'écrin digne d'accueillir sa statue colossale. Il est donc probable que le projet de statue a précédé le projet du bâtiment. Au départ, seule la petite salle ouest portait le nom de « Parthénon », salle des vierges, sans qu'il soit possible de savoir ce que signifiait cette appellation. De plus, dès la première moitié du IVe siècle av. J.-C., le terme fut utilisé pour désigner l'ensemble du bâtiment.
Le maître d'œuvre du chantier fut Phidias d'après Plutarque qui écrit aussi que les architectes étaient Callicratès et Ictinos. Plus de 1 000 ouvriers auraient travaillé sur le chantier qui nécessita 22 000 tonnes de marbre extraits du Pentélique, à 17 km de l'acropole (et 700 m d'altitude). Les blocs circulaient certainement du côté sud du rocher (le passage par le Céramique suggéré par Plutarque est peu probable) et montaient par le flanc ouest, le plus pratique, mais avec encore une pente à 30 degrés. Le chantier devait composer avec les lieux sacrés sur le plateau. Il est donc probable que les sculpteurs étaient installés à l'extrémité est du rocher et les tailleurs de pierre du côté ouest devant le futur bâtiment. Il fallut cependant certainement encore dégager de la place, en disposant des offrandes qui s'étaient à nouveau accumulées. Les travaux commencèrent en 447-446 av. J.-C. ; les colonnes furent érigées à partir de 442-441 av. J.-C. ; les portes furent terminées en 440-439 av. J.-C. ; la statue chryséléphantine fut installée en 438 av. J.-C. Les derniers comptes existants pour les travaux évoquent un paiement des sculpteurs des frontons en 434-433 av. J.-C. Il est donc possible de considérer que le Parthénon était terminé l'année suivante en 432 av. J.-C..
La terrasse prévue pour le Préparthénon fut un peu élargie : à l'est en arasant, à l'ouest en remblayant. Au total, elle est de 7 m plus large et de 3 m plus longue. Le nouveau bâtiment était aussi plus large, rendant impossible de conserver une façade hexastyle (à six colonnes) pour des raisons esthétiques et techniques. Un peu plus grand que son prédécesseur, il mesure (au degré inférieur, celui de la crépis) 72,31 mètres de long sur 33,68 mètres de large ou (au degré supérieur, celui du stylobate) 69,50 mètres de long sur 30,88 mètres de large,. Ce nouveau Parthénon est octostyle (huit colonnes en façade et dix-sept par côtés), permettant même de remployer des tambours de l'ancien bâtiment. Les colonnes mesurent 10,43 mètres de haut et sont composées de onze tambours et d'un chapiteau. Au-dessus, l'entablement comporte une architrave surmontée d'une frise dorique (alternance de triglyphes et métopes, toutes porteuses d'un décor sculpté). La corniche au-dessus dépasse de près de 70 cm permettant d'évacuer les eaux pluviales au-delà de la crépis à la base du bâtiment. Les têtes de lion n'ont donc pas cette fonction qu'elles remplissent sur d'autres bâtiments. Elles ne sont que du décor. Le toit était composé de 8 480 tuiles de marbre. Celles qui ont été retrouvées sont soit en marbre du Pentélique soit en marbre de Paros. Cela signifie que le toit a fait l'objet d'une réfection pour laquelle le marbre de Paros a été préféré car mieux résistant aux intempéries.

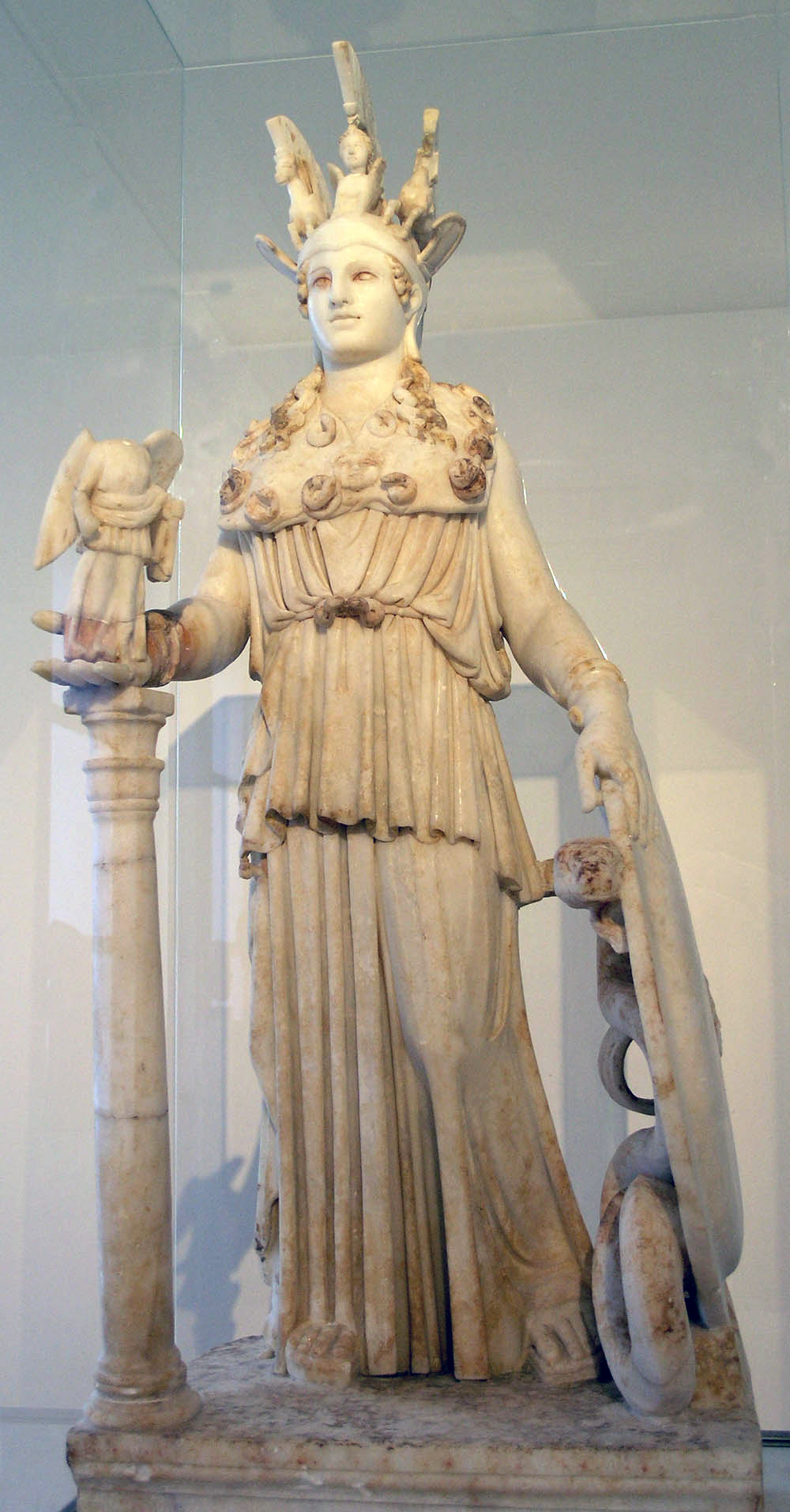
Athéna du Varvakeion, statuette copie de la statue chryséléphantine d'Athéna Parthénos.

Le Parthénon fait l'objet de corrections des illusions d'optique créées par les lignes droites. Ses diverses parties sont toutes un peu convexes. Sur l'horizontale : la terrasse, la crépis et l'entablement (6,5 cm en façade et 12,3 cm sur le côté). Sur la verticale, les colonnes connaissent un léger renflement (l'entasis) et sont inclinées vers l'intérieur de 7 cm et même de 10 cm pour les colonnes d'angle qui sont aussi plus épaisses que les autres. Les verticales se rejoindraient toutes aux alentours de 5 000 m d'altitude. Cela signifie surtout que les blocs de marbre ne sont ni identiques ni interchangeables. Ils ont été taillés pour la place spécifique qu'ils étaient supposés occuper : cela finalement facilite les travaux actuels de restauration.
À l'intérieur du péristyle, le sékos (partie fermée) est divisé en deux. La petite salle sans fenêtre à l'ouest (19,04 mètres de long sur 13,22 mètres de large), le « Parthénon » proprement dit (la « salle des vierges »), abritait le trésor de la ligue de Délos et des offrandes. Les visiteurs n'avaient pas le droit d'y pénétrer, contrairement à la salle voisine, avec laquelle il ne semble pas d'ailleurs y avoir eu de communication possible,,. À l'est, l'« hécatompédos néos » accueillait la statue d'Athéna Parthénos. La salle avait une longueur de 29,90 m, soit autour de cent pieds athéniens, sur 19 m de large, avec une hauteur sous plafond de 12,50 m.
La statue d'Athéna Parthénos mesurait, selon Pline l'Ancien, 26 coudées, soit à peu près 11,50 m de haut en comptant sa base. Elle arrivait donc à environ 1,50 m du plafond. Les comptes qui subsistent permettent d'évaluer le coût de l'œuvre à 700 talents, soit l'équivalent de 200 trières. Mais, elle était aussi considérée comme une réserve financière ultime, l'or la décorant pouvant être fondu si nécessaire. Sur le piédestal était représentée une naissance de Pandore. L'Athéna portait un péplos entrouvert sur le côté droit. Sa jambe gauche était un peu fléchie, le genou en avant, le talon ne posant pas sur le sol. Cette posture semble avoir été choisie plus pour des raisons techniques d'équilibre et de volume du bas du mannequin que pour des raisons esthétiques. Le buste par contre ne semble pas avoir été touché par le déséquilibre du bas du corps, il aurait été bien droit et frontal. Par-dessus son péplos, elle portait en pectoral l'égide bordée de serpents avec en son centre, au niveau du plexus solaire le gorgonéion en ivoire. Le visage de la déesse était lui aussi en ivoire, les lèvres entrouvertes, symbolisant le souffle de vie. Des pierres précieuses permettaient à ses yeux d'avoir la couleur pers correspondant à une des épithètes d'Athéna. De longues mèches de cheveux s'échappaient de son casque et descendaient jusque sur l'égide. Le casque était de type attique, avec trois cimiers : une sphinge au centre, entourée de chaque côté d'un cheval ailé. La tranche de ses sandales, haute d'environ 20 cm, était décorée d'une centauromachie peinte ou sculptée. La main gauche retenait son bouclier et sa lance. À ses pieds de ce côté gauche, se lovait son serpent sacré. Dans la main droite, peut-être appuyée sur une colonne pour la soutenir, elle tenait une statue de Niké, haute de 2 m. Cette symbolisation de la victoire tenait elle-même une couronne de lauriers en or, qu'elle devait s'apprêter à placer sur la tête de la déesse. La colonne est présente dans les copies où elle est nécessaire pour des questions d'équilibre, mais son existence pour la statue d'origine reste discutée,. Le bouclier d'un diamètre de 4,8 à 5 m était orné à l'extérieur d'une amazonomachie,. L'intérieur du bouclier, moins visible était peint d'une gigantomachie. Les thèmes choisis pour décorer cette statue, tout comme ceux qui ornaient l'ensemble du bâtiment, faisaient partie d'un programme iconographique et politique de la célébration de la cité à travers sa déesse tutélaire. Athènes, au faîte de sa gloire à l'époque de Périclès, évoquait ici la victoire de la (de sa) civilisation sur le chaos, le désordre, l'hybris et la barbarie en général, au-delà même de la commémoration de sa victoire dans les guerres médiques. Les vertus et la piété de la cité se lisaient dans son offrande à sa déesse. Sa puissance commerciale et navale se matérialisait dans les matériaux employés : l'or et l'ivoire, très chers, venus de très loin.

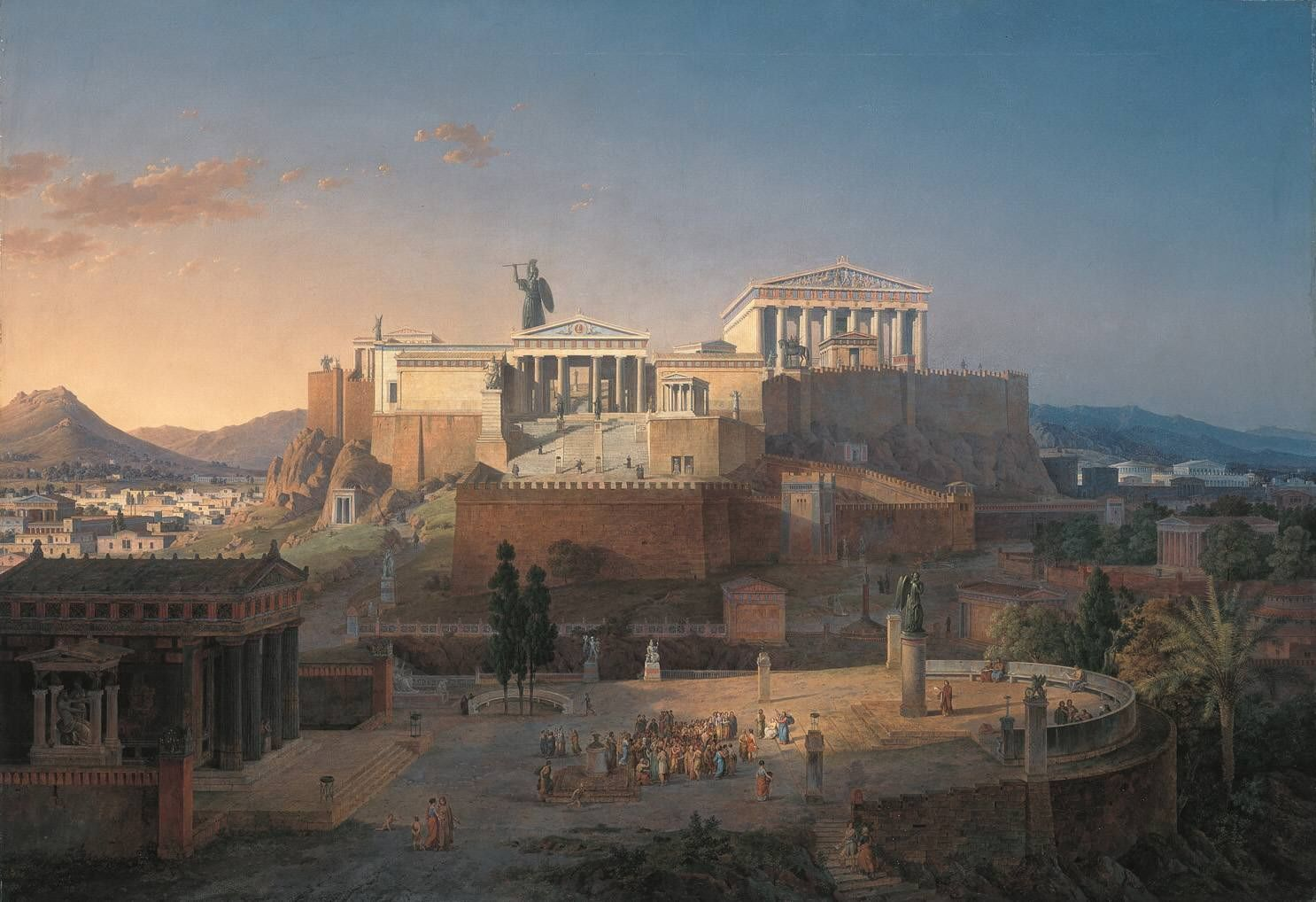
Reconstitution de l'Acropole d'Athènes à l'époque romaine.

## Période romaine, Moyen Âge et époque ottomane

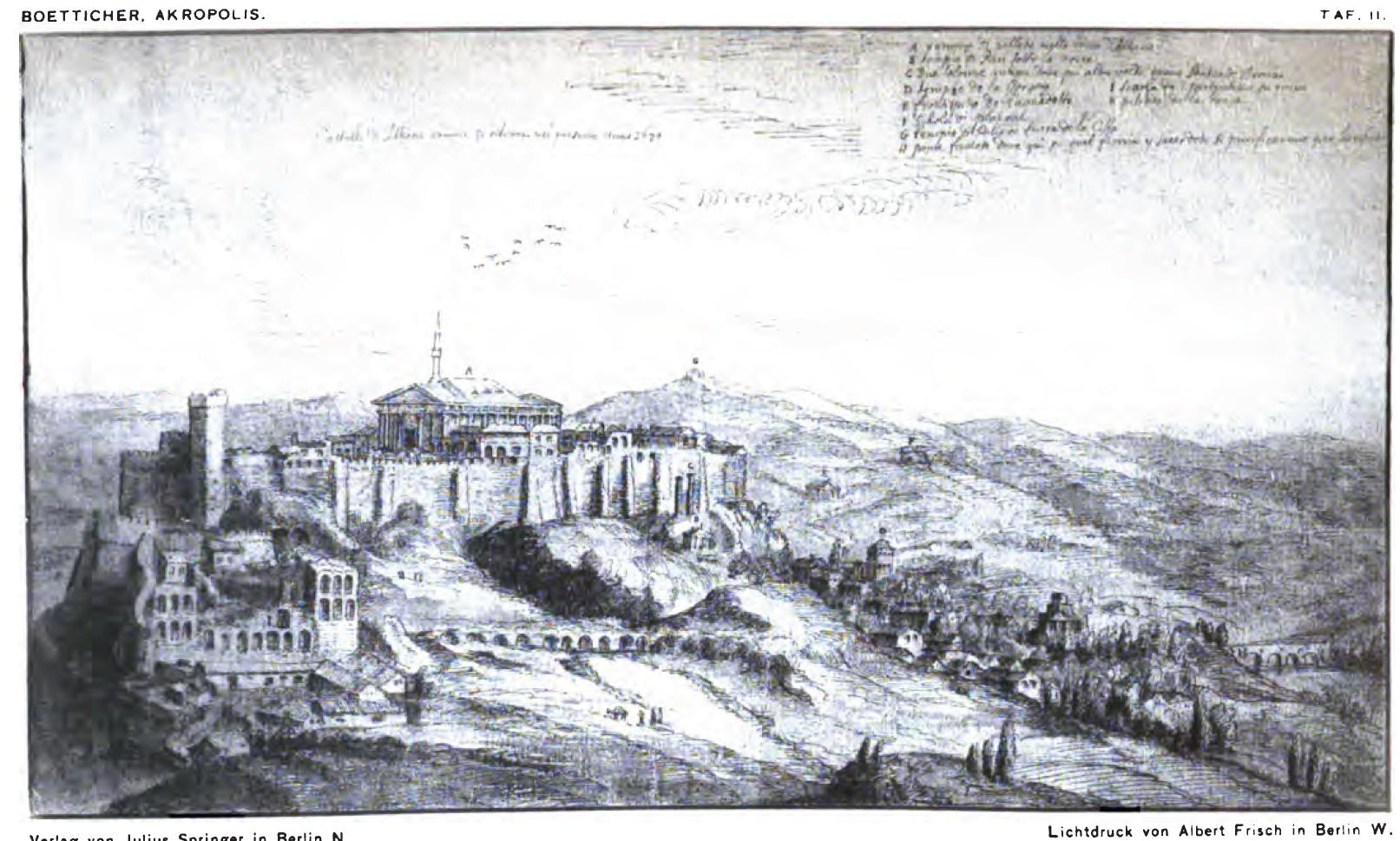
L'Acropole d'Athènes en 1670, gravure.

L'Acropole fut utilisée principalement comme forteresse, les bâtiments étant modifiés pour répondre à leurs utilisations successives ou détruits.
Elle subit plusieurs sièges qui endommagèrent les bâtiments, notamment celui de 1687 par les Vénitiens, au cours duquel une explosion détruisit en grande partie le Parthénon, servant alors de lieu de stockage pour de la poudre à canon. Le temple d'Athéna Niké fut démonté pour renforcer les défenses peu avant le siège, et un mur de défense appelé Serpentzé fut construit entre l'odéon d'Hérode Atticus et le portique d'Eumène. Le doge Morosini fit enlever une partie des sculptures avant d'évacuer la ville.

## Guerre d'indépendance

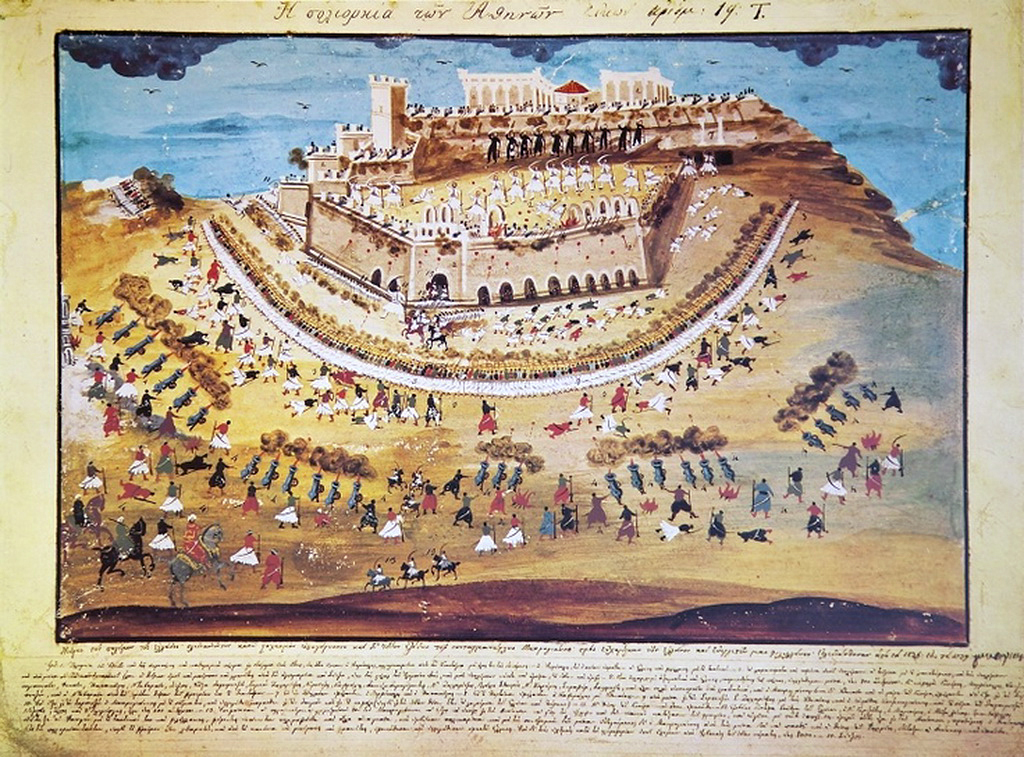
Siège de 1827.

Les derniers sièges eurent lieu pendant la guerre d'indépendance grecque. La citadelle fut assiégée vainement par les Grecs d'avril à juillet 1821, puis de novembre 1821 à juin 1822 et fut alors occupée par des troupes rouméliotes. De nouvelles défenses furent construites, notamment un bastion dit « d'Odyssée », du nom du chef Odysséas Androutsos, protégeant la source Clepsydre qui venait d'être redécouverte.
Elle fut ensuite assiégée par les troupes de Kioutachis entre août 1826 et juin 1827. Parmi les défenseurs se trouvaient Yánnis Makriyánnis, le colonel Fabvier, et Yannis Gouras qui fut tué. Au cours du siège, l'Érechthéion touché par les bombardements s'effondra, faisant plusieurs victimes dont la veuve de Gouras. La garnison capitula le 5 juin, après le désastre des opérations menées pour sa libération le 6 mai.
La citadelle resta ensuite aux mains des Ottomans jusqu'en mars 1833.

## Époque contemporaine
La restauration des monuments a débuté après l'indépendance du royaume grec au XIXe siècle, avec notamment la destruction des constructions postérieures à la période antique. Les travaux se poursuivent actuellement.
Les monuments de l'Acropole ont été inscrits au patrimoine mondial en 1987.

## Galerie

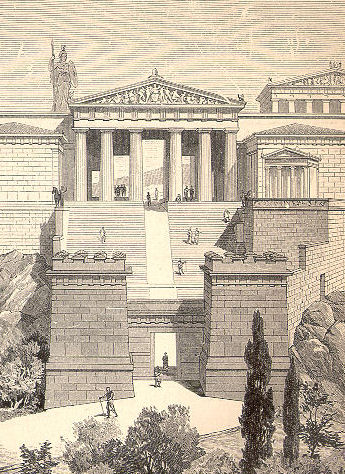
Propylées (Encyclopédie allemande, 1891)
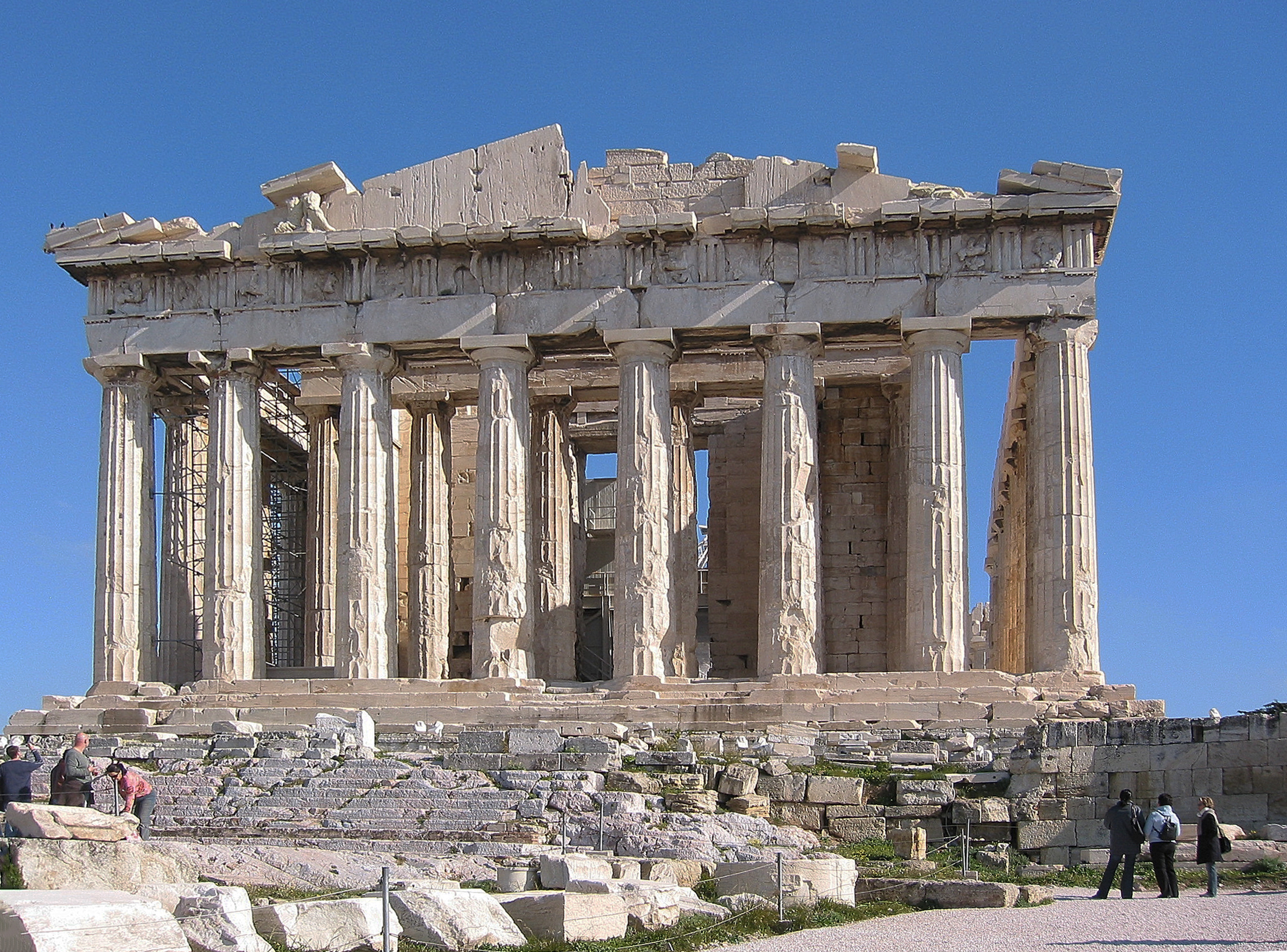
Parthénon
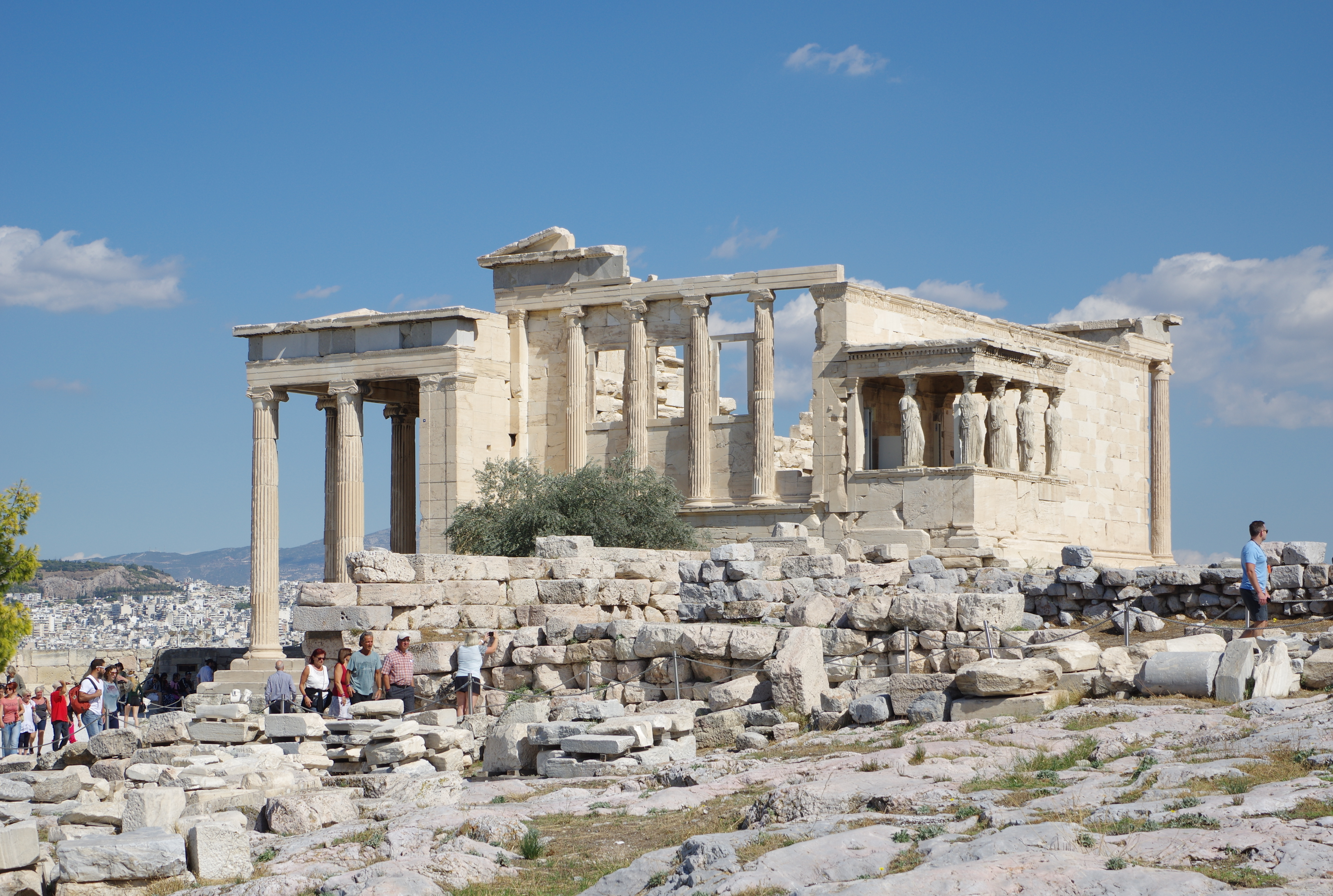
Érechthéion
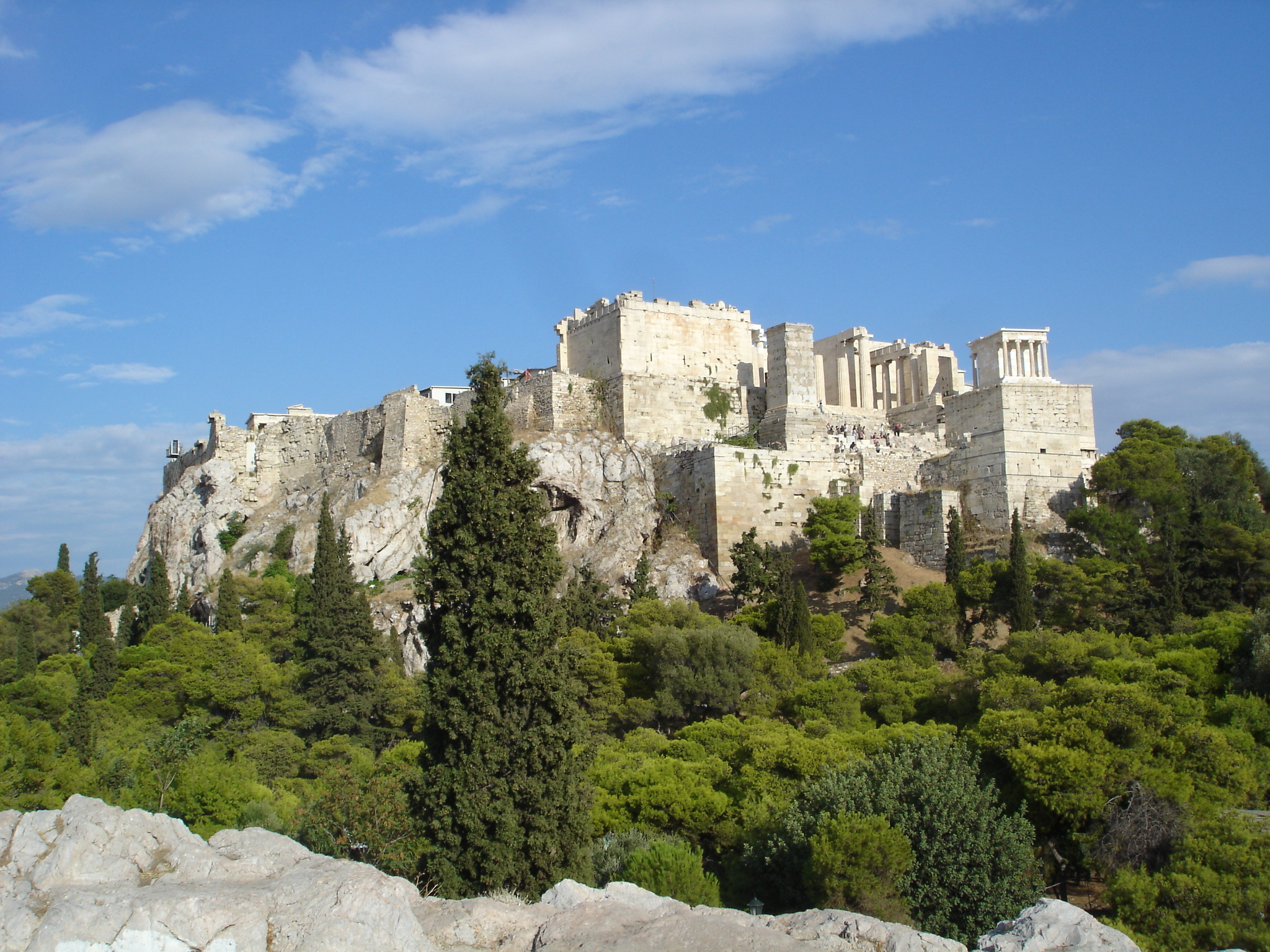
L'Acropole vue de l'Aréopage
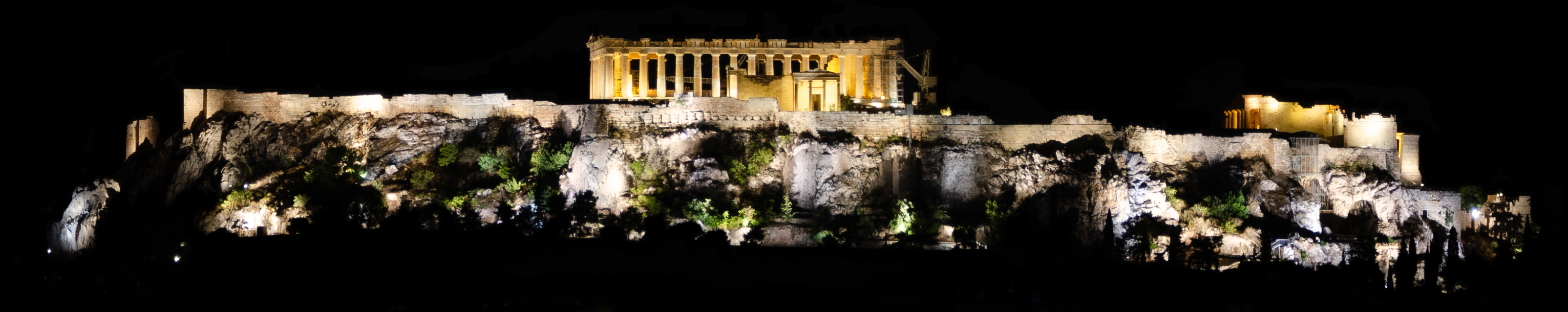
L'Acropole de nuit